# Misterbianco
Misterbianco (Mustariancu in siciliano) è un comune italiano di 48 545 abitanti della città metropolitana di Catania in Sicilia.

## Storia

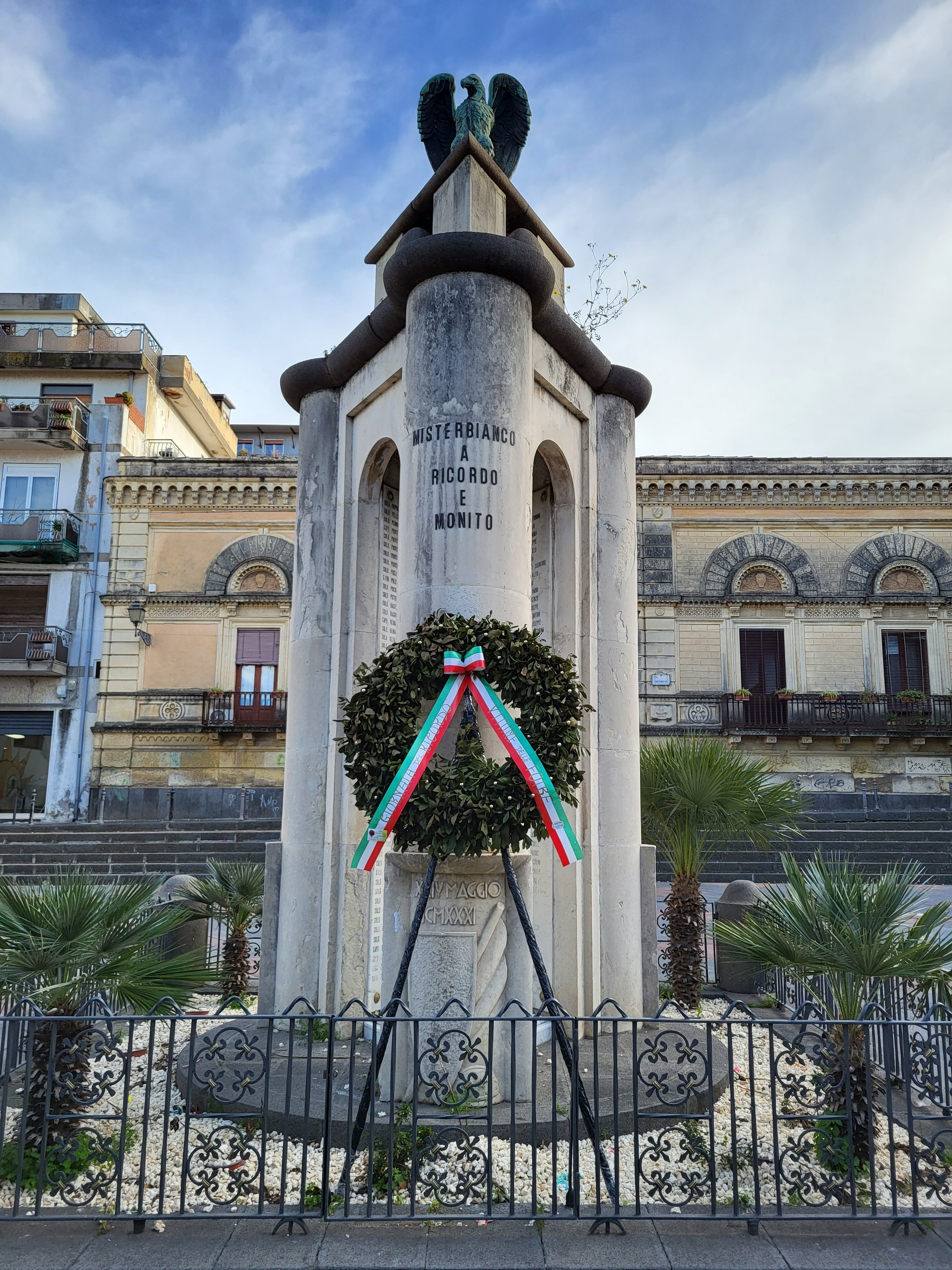
Monumento in memoria dei caduti in guerra.

Anticamente l'abitato si sviluppava su di un rilievo alle pendici dell'Etna con terre fertili e attraversato dal fiume Amenano. Si ritiene che il nome attuale derivi da Monasterium Album, un Monastero che sorgeva in contrada Campanarazzu, i cui monaci, probabilmente domenicani, indossavano un saio bianco. Il monastero venne distrutto, assieme all'antico borgo, dall'eruzione dell'Etna del 1669. La ricostruzione nel nuovo sito di contrada Milicia avvenne grazie all'autorizzazione a erigere il nuovo comune che gli abitanti chiesero subito al Tribunale del Regio Patrimonio, autorizzazione che si concluse con l'acquisto del nuovo territorio il 24 novembre 1670; il nuovo sito fu pagato al prezzo di 501 onze, 12 tarì e 10 grana; il territorio apparteneva in precedenza al Convento delle Moniali di San Giuliano di Catania. La ricostruzione fu condotta in maniera per quanto possibile fedele alla precedente struttura cittadina.
Fu riedificata la piazza dei Quattro Canti, le chiese, i quattro palazzi signorili - Santonocito, Scuderi, Anfuso e Santagati - e buona parte dei monumenti, ivi compresa la stele con la croce, trasportata dall'antico comune e che fu installata sul poggio da cui ha preso il nome l'attuale Poggio Croce. 
Casale di Catania fino al 1642, divenne "Terra indipendente" a seguito dell'acquisto da parte di Gian Andrea Massa, di nobile famiglia genovese, che lo cedette dopo qualche giorno alla famiglia Trigona, allora baroni di San Cono e Dragofosso, che nel 1685 ottennero il titolo di Duchi di Misterbianco.
A Misterbianco vi sono alcune aree archeologiche con reperti del Neolitico, insediamenti greco - romani e bizantini (nella contrada Erbe Bianche) e i resti di un Acquedotto d'età romana. Nell'area dell'antico sito vi sono i resti dell'antica Chiesa Madre, dedicata a Santa Maria de Monasterio Albo, citata in alcuni documenti trecenteschi, e in alcuni cinquecenteschi sotto il titolo di Santa Maria delle Grazie. Dell'originaria costruzione, distrutta dall'eruzione del 1669, restava fino ai primi anni del 2000 solo parte dell'antico campanile. In seguito a degli scavi archeologici è stata riportata alla luce l'intera navata, il pavimento originale, l'abside, gli altari laterali e gli ambienti circostanti.
Fino alla metà degli anni cinquanta Misterbianco era solo un grosso centro agricolo alle porte di Catania. Negli anni sessanta iniziarono a svilupparsi, nell'area a nord ovest, insediamenti industriali per lo più connessi al settore produttivo edile. La popolazione al censimento del 1971 risultava essere di 18 836 abitanti. A partire dagli anni settanta, in conseguenza dello sviluppo caotico ed irrefrenabile delle costruzioni nelle zone dove ora sorgono le frazioni di Lineri, Poggio Lupo, Serra, Belsito e Montepalma si è verificato un vertiginoso aumento della popolazione, confluitavi dall'hinterland Etneo più povero e dai quartieri più disagiati della città di Catania.
Contemporaneamente si sviluppava a macchia d'olio l'area commerciale/industriale arricchendosi di anno in anno di nuove aziende sempre più importanti, soprattutto nel settore della grande distribuzione, e in quelli ad alto contenuto tecnologico come nel caso dell'Alenia. Il censimento del 1991 registrava già un numero di abitanti di 40 785 unità, dei quali la metà residenti nelle varie frazioni. Il fenomeno, pur in scala più ridotta, prosegue e ciò a causa del sempre più alto costo delle unità immobiliari nel centro di Catania, che spinge molti a cercare alloggio nei comuni circostanti, come Misterbianco.

### Simboli

Lo stemma con gli ornamenti da comune

Lo stemma e il gonfalone del comune di Misterbianco sono stati concessi con decreto del presidente della Repubblica Italiana del 19 dicembre 1969.
(D.P.R. 19 dicembre 1969)
L'aquila, emblema dell'antico Regno di Sicilia, porta in petto uno scudetto in cui sono rappresentati una cometa ascendente d'argento, simbolo di buon auspicio, e il vulcano Etna.

### Onorificenze
Il 26 maggio 2023 il Presidente della Repubblica Sergio Mattarella ha conferito a Misterbianco il titolo di città.

## Monumenti e luoghi d'interesse

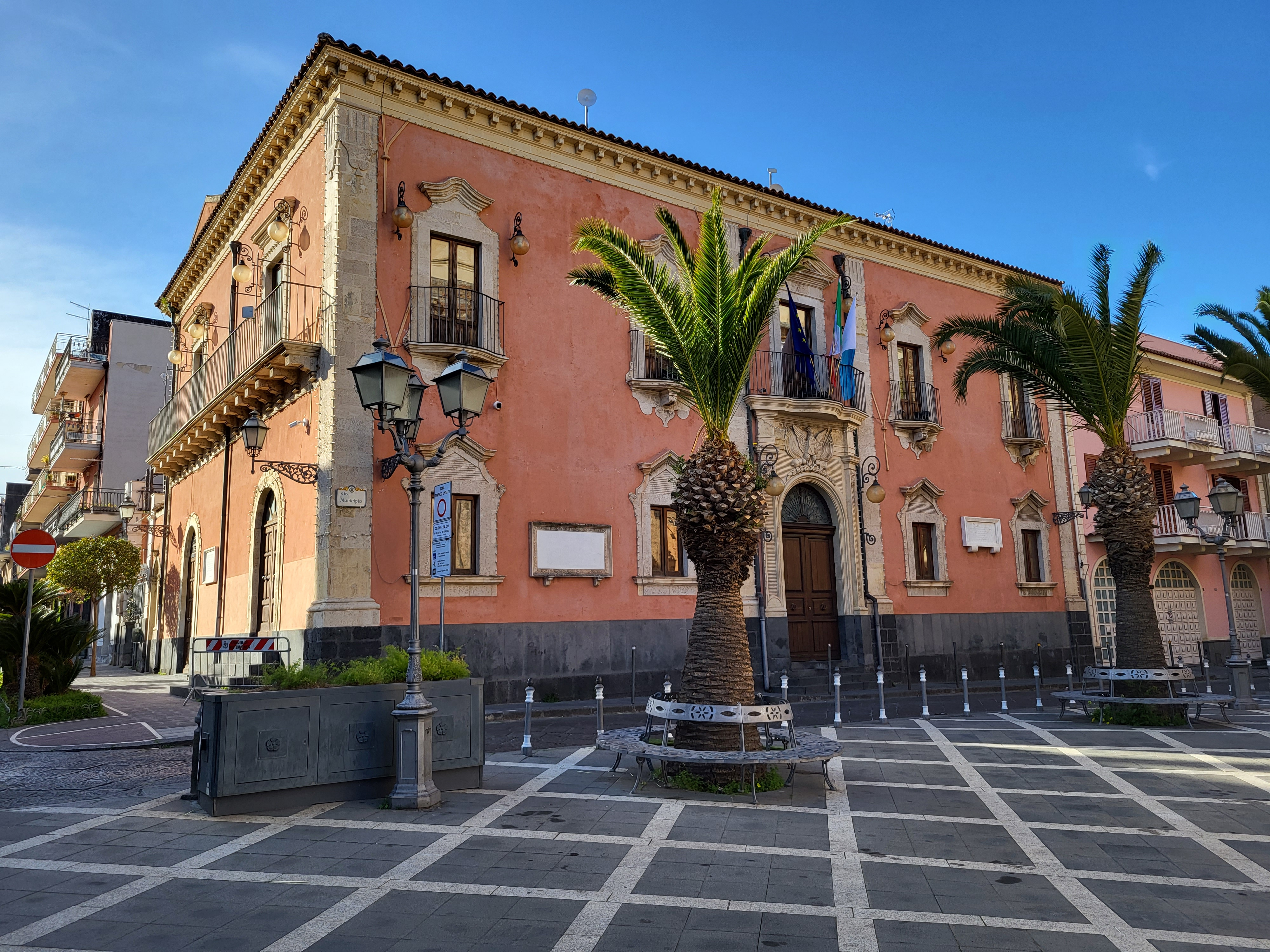
Il palazzo del Senato.

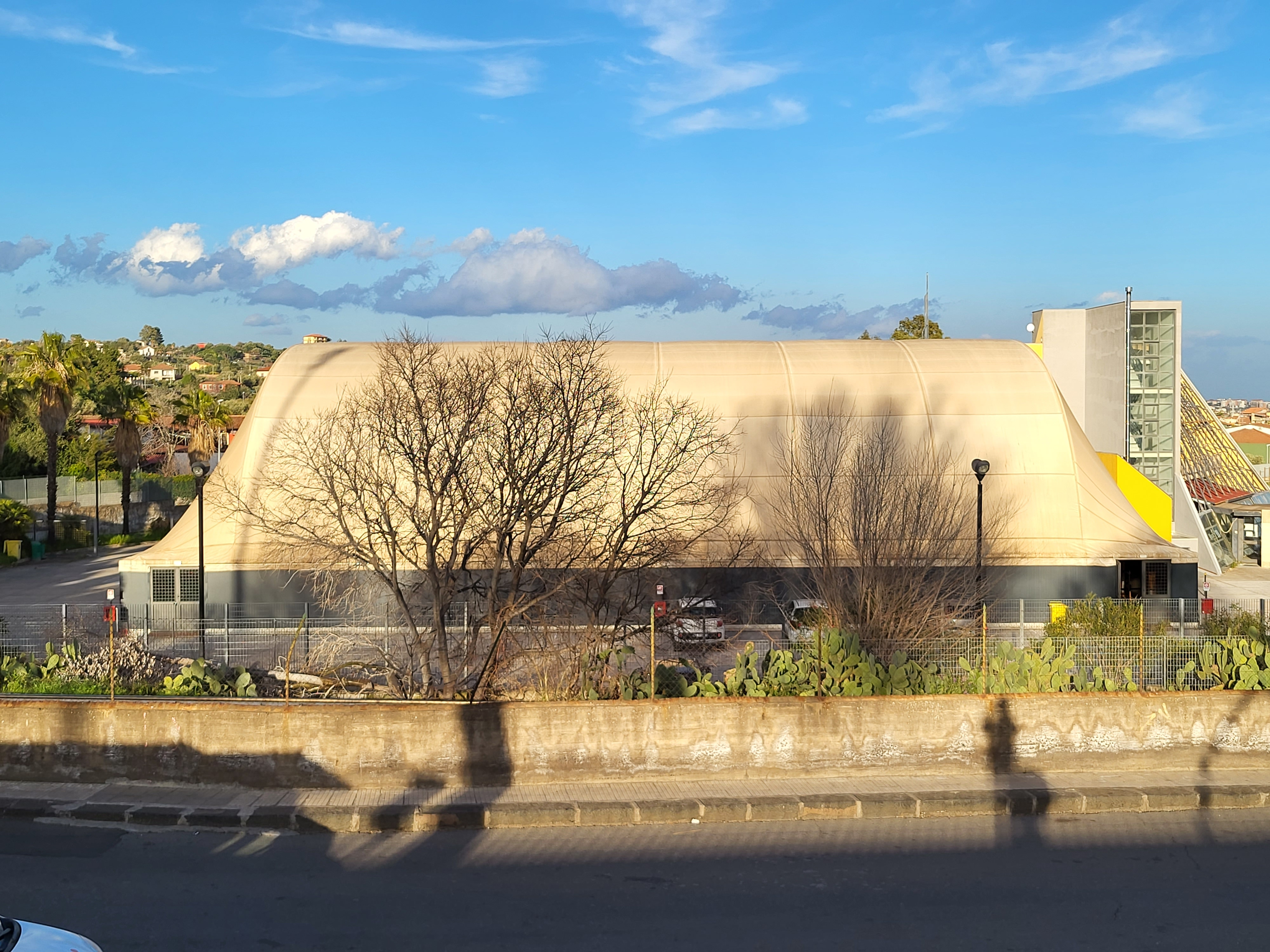
Il nuovo palatenda.

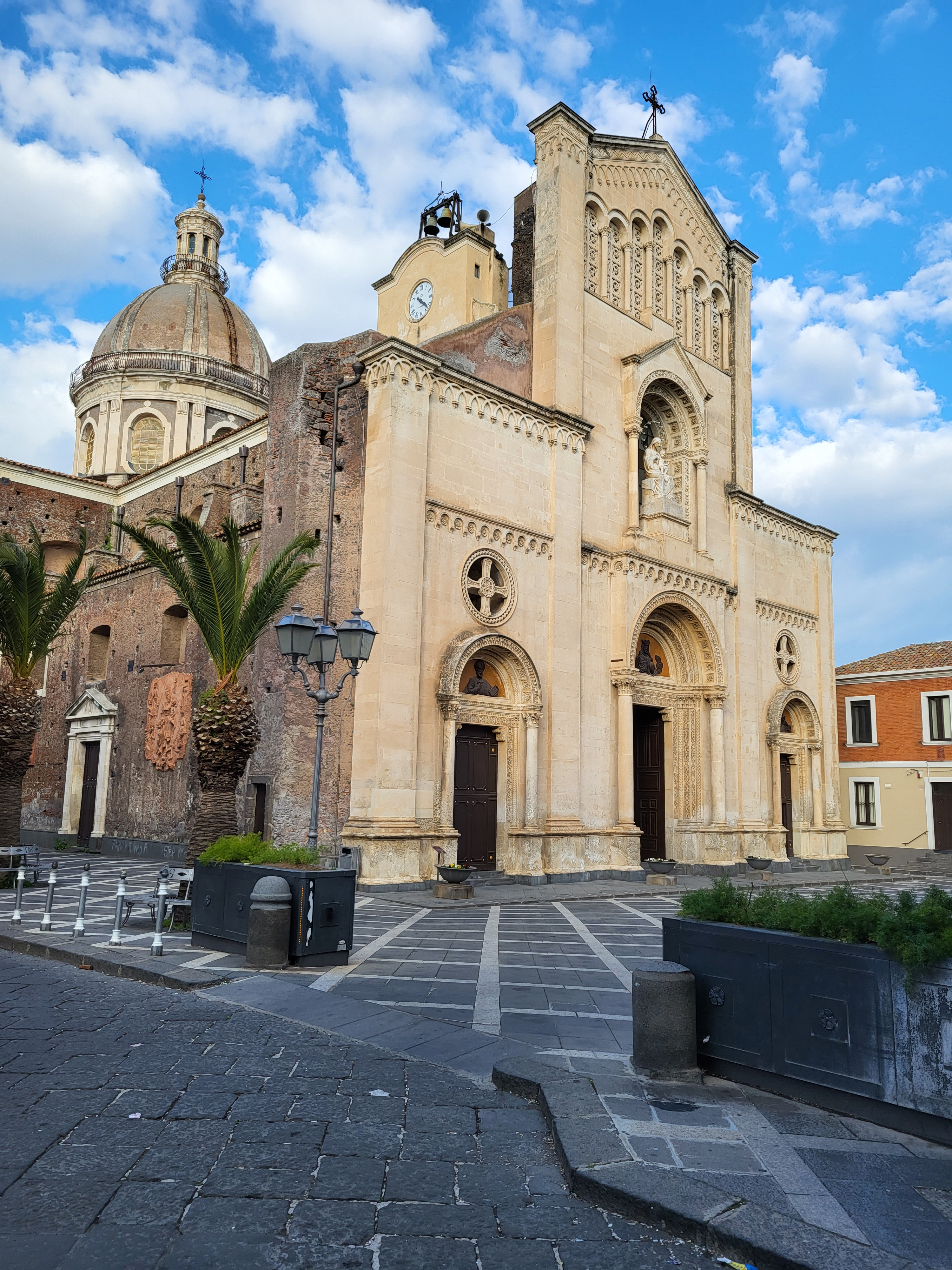
La chiesa della Madonna delle Grazie.

### Architetture religiose
- Chiesa della Madonna delle Grazie
- Chiesa di San Nicolò
- Chiesa di Sant'Angela Merici
- Chiesa della Divina Misericordia
- Chiesa di San Giuseppe
- Chiesa di Santa Lucia o Sant'Orsola
- Chiesa della Madonna del Carmine
- Chiesa di Santa Margherita
- Chiesa di San Rocco
- Chiesa di Santa Bernadetta
- Chiesa del Beato Cardinale Dusmet
- Chiesa di San Massimiliano Kolbe
- Chiesa di San Carlo Borromeo
- Chiesa della Madonna degli Ammalati
- Chiesa di Campanarazzu

### Architetture civili
- Palazzo del Senato
- Palazzo Ducale
- Stabilimento di Monaco

### Altro
- Monumento ai Caduti
- Monumento a Garibaldi
- Monumento a Nunzio Caudullo
- Museo di arte sacra

### Siti archeologici
- Terme romane

### Aree naturali
- Parco di Poggio Croce
- Parco e boschetto di Campanarazzu

## Clima
| Misterbianco        | Mesi | Mesi | Mesi | Mesi | Mesi | Mesi | Mesi | Mesi | Mesi | Mesi | Mesi | Mesi | Stagioni | Stagioni | Stagioni | Stagioni | Anno |
| Misterbianco        | Gen  | Feb  | Mar  | Apr  | Mag  | Giu  | Lug  | Ago  | Set  | Ott  | Nov  | Dic  | Inv      | Pri      | Est      | Aut      | Anno |
| ------------------- | ---- | ---- | ---- | ---- | ---- | ---- | ---- | ---- | ---- | ---- | ---- | ---- | -------- | -------- | -------- | -------- | ---- |
| T. max. media (°C)  | 13,3 | 14,1 | 15,6 | 18,1 | 22,7 | 27,1 | 30,5 | 30,5 | 27,3 | 22,5 | 18,3 | 14,7 | 14,0     | 18,8     | 29,4     | 22,7     | 21,2 |
| T. min. media (°C)  | 5,6  | 5,7  | 6,9  | 9,0  | 12,7 | 16,6 | 19,5 | 20,1 | 17,7 | 14,0 | 10,3 | 7,3  | 6,2      | 9,5      | 18,7     | 14,0     | 12,1 |
| Precipitazioni (mm) | 77   | 51   | 51   | 37   | 20   | 9    | 7    | 15   | 39   | 107  | 67   | 78   | 206      | 108      | 31       | 213      | 558  |

## Società

### Evoluzione demografica
Abitanti censiti

### Tradizioni e folclore
- Festa della Madonna degli Ammalati, celebrata la seconda domenica di settembre.
- Festa di Sant'Antonio Abate, celebrata tre volte l'anno: il 16 e 17 gennaio, il 12 dicembre e la prima domenica di agosto con la festa principale, detta a festa ranni 'la festa grande' (ogni 3 anni).
- Madonna del Carmelo. La celebrazione principale avviene nella parrocchia di San Nicolò.

## Infrastrutture e trasporti

### Strade principali di collegamento

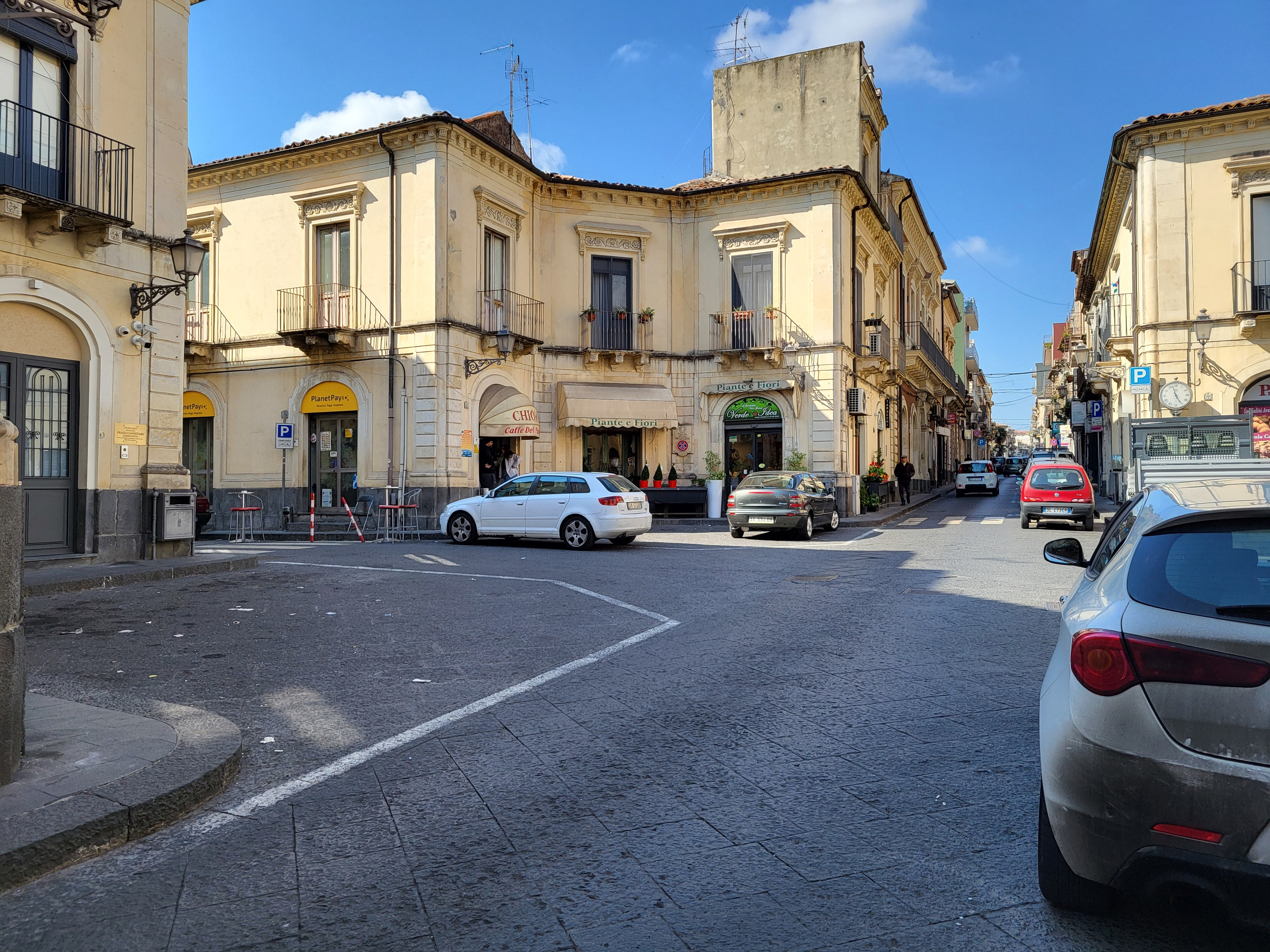
Piazza della Repubblica, al centro della città.

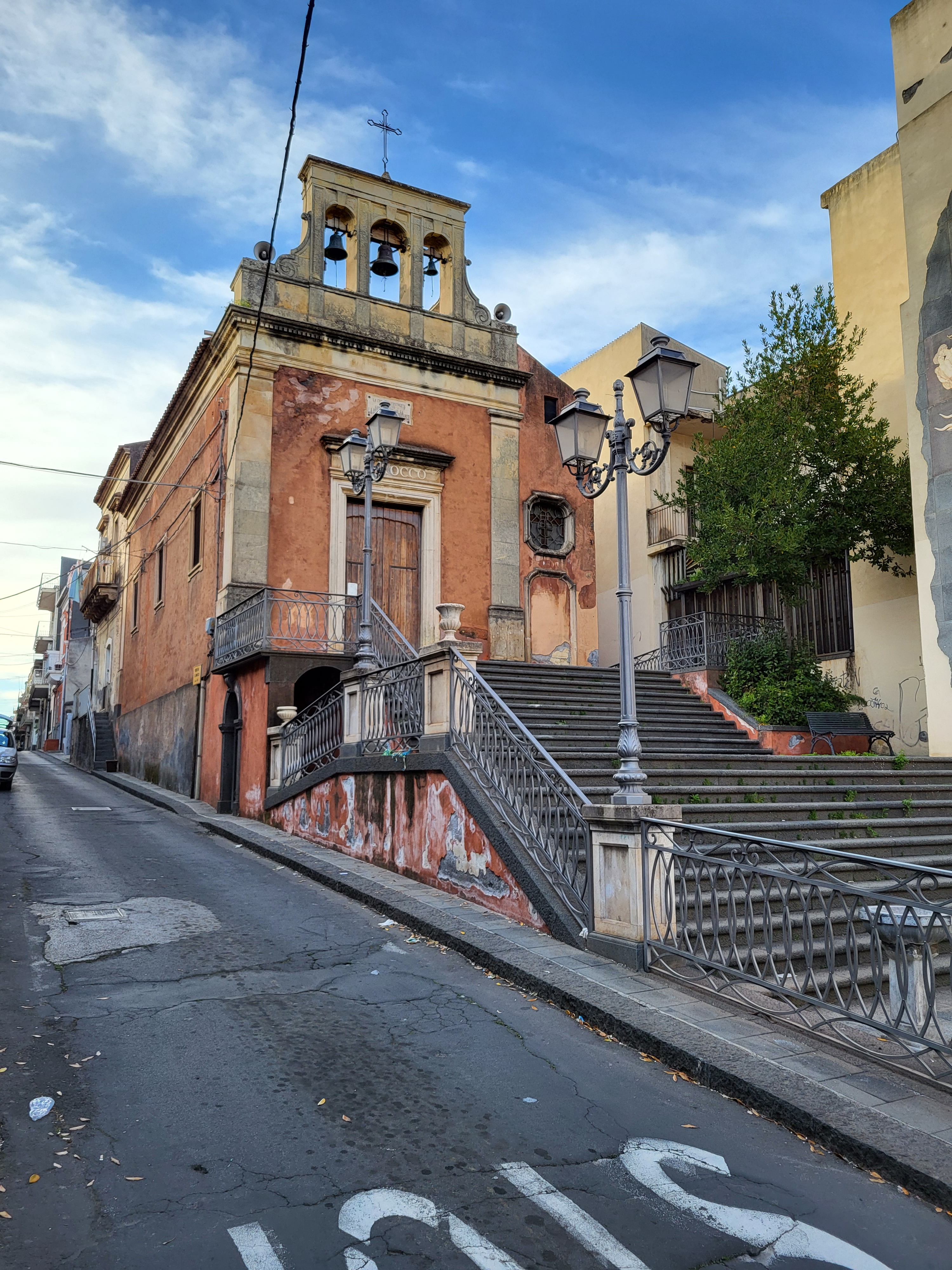
La chiesa di San Rocco.

Misterbianco è attraversato dalla strada statale 121 Catanese, che partendo da Catania, porta a Paternò,
Adrano, Regalbuto, Agira, Enna e fino a Palermo. È collegato a San Giovanni Galermo per mezzo della strada provinciale n. 12, che lo attraversa interamente collegandolo alla strada statale 192 della Valle del Dittaino.
È collegato, per mezzo della Tangenziale di Catania, all'A18, e alla strada statale 114 Orientale Sicula  per Siracusa.

### Servizio pubblico urbano e interurbano
A Misterbianco è attivo un servizio di trasporto urbano con minibus, che collegano il centro alla zona Commerciale e alle varie frazioni. Inoltre sono attivi servizi urbani e suburbani con autobus della Ferrovia Circumetnea e dell'A.S.T., che lo collegano a Catania e all'hinterland.

### Ferrovie

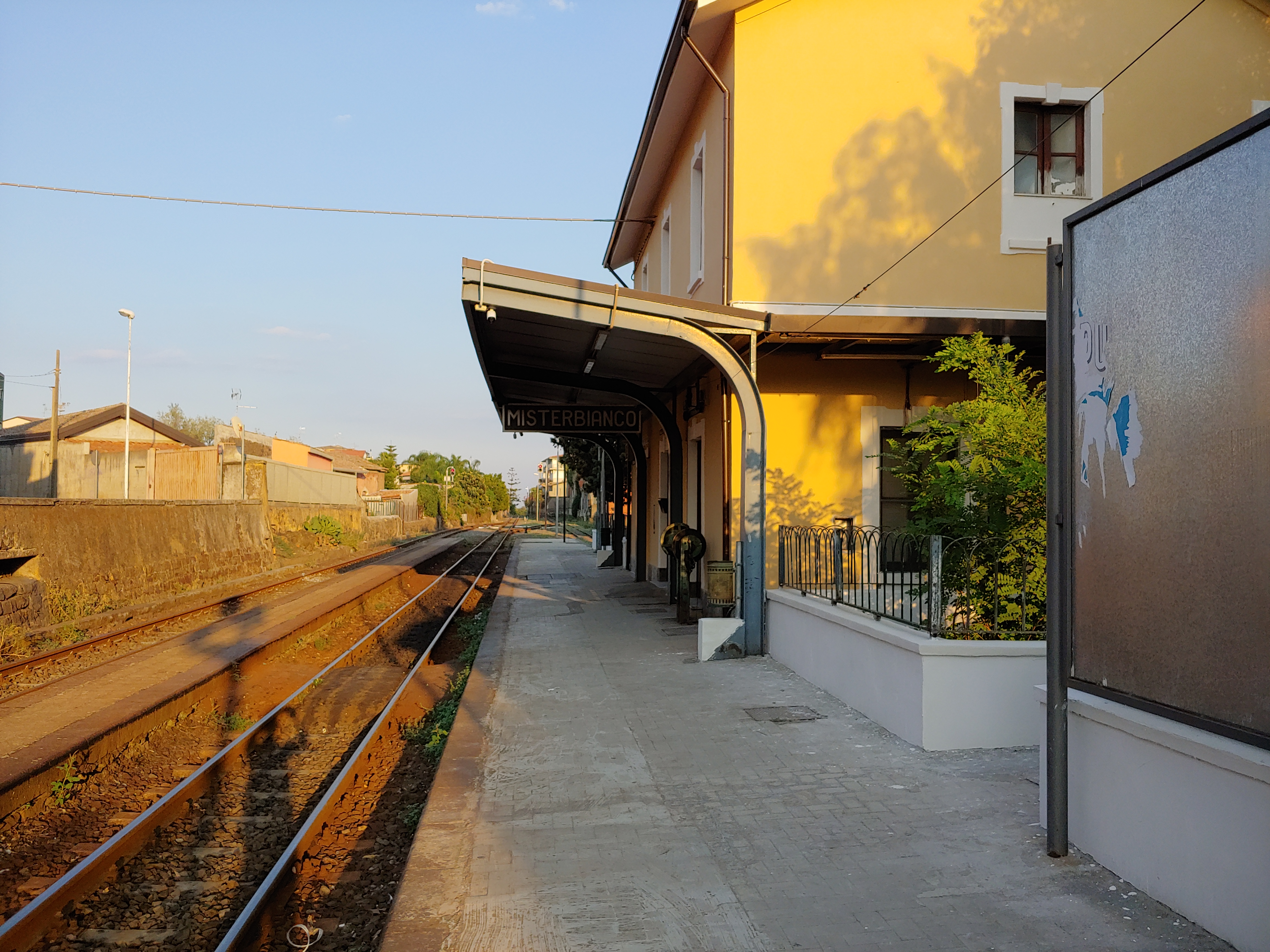
La stazione di Misterbianco, ristrutturata ma dismessa.

Il territorio comunale è stato ben servito, sin dal 2 febbraio 1895, dalla Ferrovia Circumetnea (F.C.E.). Tuttavia, dal 15 luglio del 2024, tutta la tratta di linea tra Catania e Paternò è stata dismessa e con essa anche le due stazioni, di Misterbianco (sita in corrispondenza della piazza Orazio Costorella) e di Lineri (a servizio della frazione di Montepalma-Lineri, posta tra via Alcide De Gasperi (lato Lineri) e via Ferrara (lato Montepalma). Sono stati persi quindi i collegamenti ferroviari diretti con Catania e con i comuni del circondario etneo, tra cui Paternò, Adrano, Bronte, Randazzo, sostituiti da alcune corse automobilistiche in sostituzione.
Il tracciato ferroviario in superficie è stato abbandonato interamente. È in costruzione, in sotterraneo, il nuovo tracciato, della metropolitana di Catania, il cui percorso (già appaltato) prevede tre stazioni sotterranee nel territorio comunale, una in corrispondenza dell'area commerciale, una al centro, e una ulteriore alla periferia nord-ovest. La scelta del tracciato "metro" cambia radicalmente la fruibilità del servizio su rotaia ma ha svantaggiato la periferia nord e le frazioni di Montepalma e Lineri. Le stazioni Fontana e Monte Po, infatti sono molto distanti da quella ferroviaria di Lineri. 

## Economia
Tra Misterbianco e Catania è presente un'importante zona commerciale e industriale nella quale sono sorte alcune imprese di grande distribuzione di livello europeo. Molte imprese all'ingrosso e al dettaglio, operanti nei settori dell'abbigliamento e dell'arredamento, dell'informatica e delle forniture da ufficio, del bricolage e della refrigerazione sono sorte negli ultimi decenni del XX secolo. Negli ultimi decenni molte imprese hanno cessato o ceduto la propria attività e al loro posto sono sorte decine e decine di imprese all'ingrosso e al dettaglio a titolarità cinese.
Un'estesa area, tra la periferia est, l'attuale zona commerciale e la frazione di Monte Palma, ospitava fino a qualche decennio fa una delle più grandi imprese del settore costruzioni, l'impresa Costanzo, travolta dagli scandali del periodo di Tangentopoli. In essa si producevano prefabbricati pesanti in calcestruzzo per uso autostradale, ferroviario e civile, nonché interi edifici industriali, commerciali e per uso civile; l'impresa ebbe anche l'appalto di due lotti dell'allora costruendo Tunnel della Manica e occupava diverse migliaia di persone nei suoi vari settori di attività; rimase del tutto abbandonata fino alla riqualificazione del secondo decennio degli anni duemila quando, in una parte delle aree della cessata impresa Costanzo è sorta Sicilia Fiera una grande fiera espositiva permanente che si estende su una superficie complessiva di 350000 m², con ingressi dal Corso Carlo Marx e da via Bologna nella frazione di Montepalma .

## Cultura

### Eventi

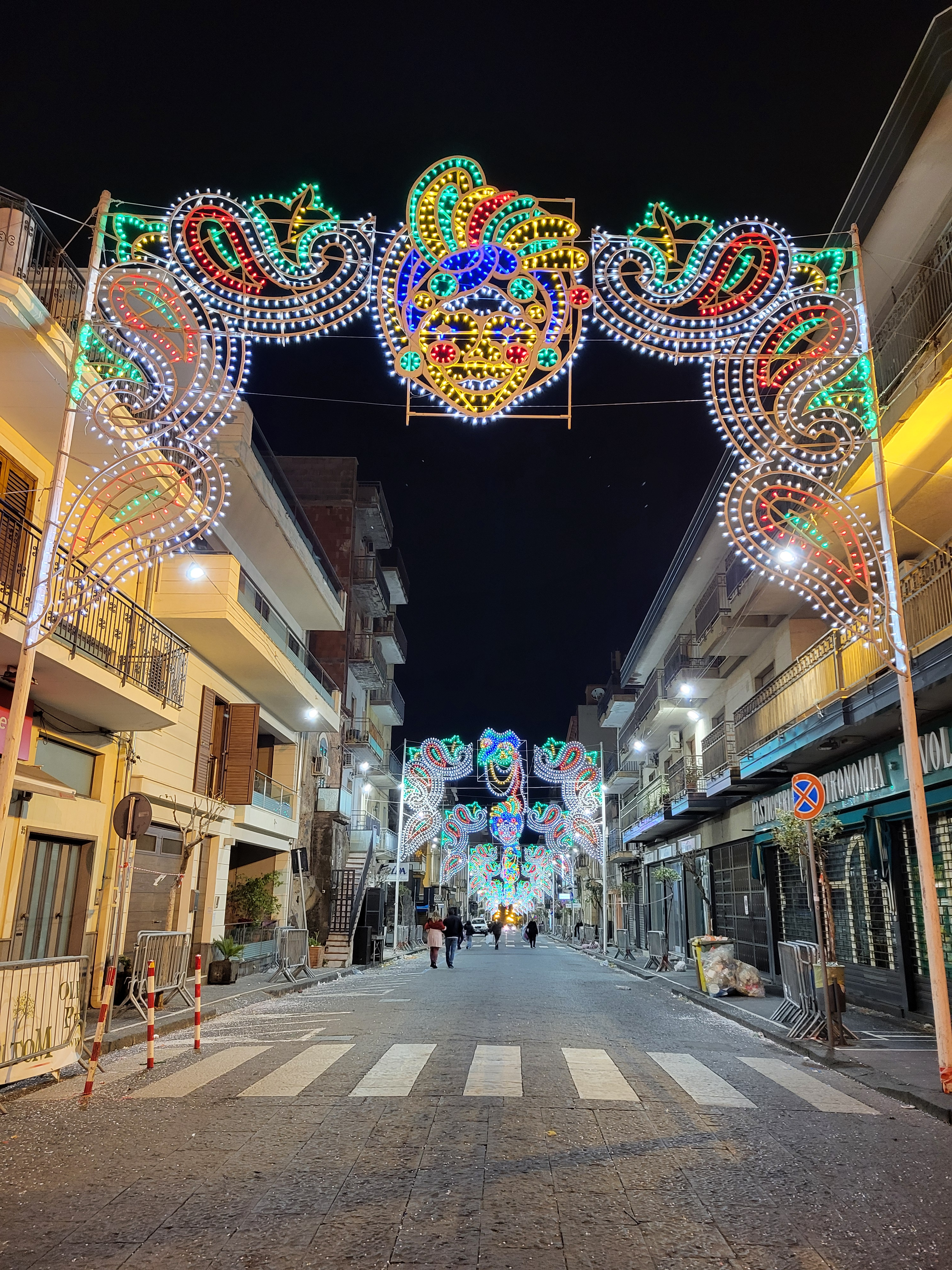
Le luminarie di Carnevale di Misterbianco, edizione 2024.

- Carnevale di Misterbianco, nato nel 1981[11], con la sfilata de I costumi più belli di Sicilia[12].
- Sonica, un festival di musica rock, nazionale e internazionale, nato nel 1999, sospeso dal 2002, ripreso nel 2013 [13].

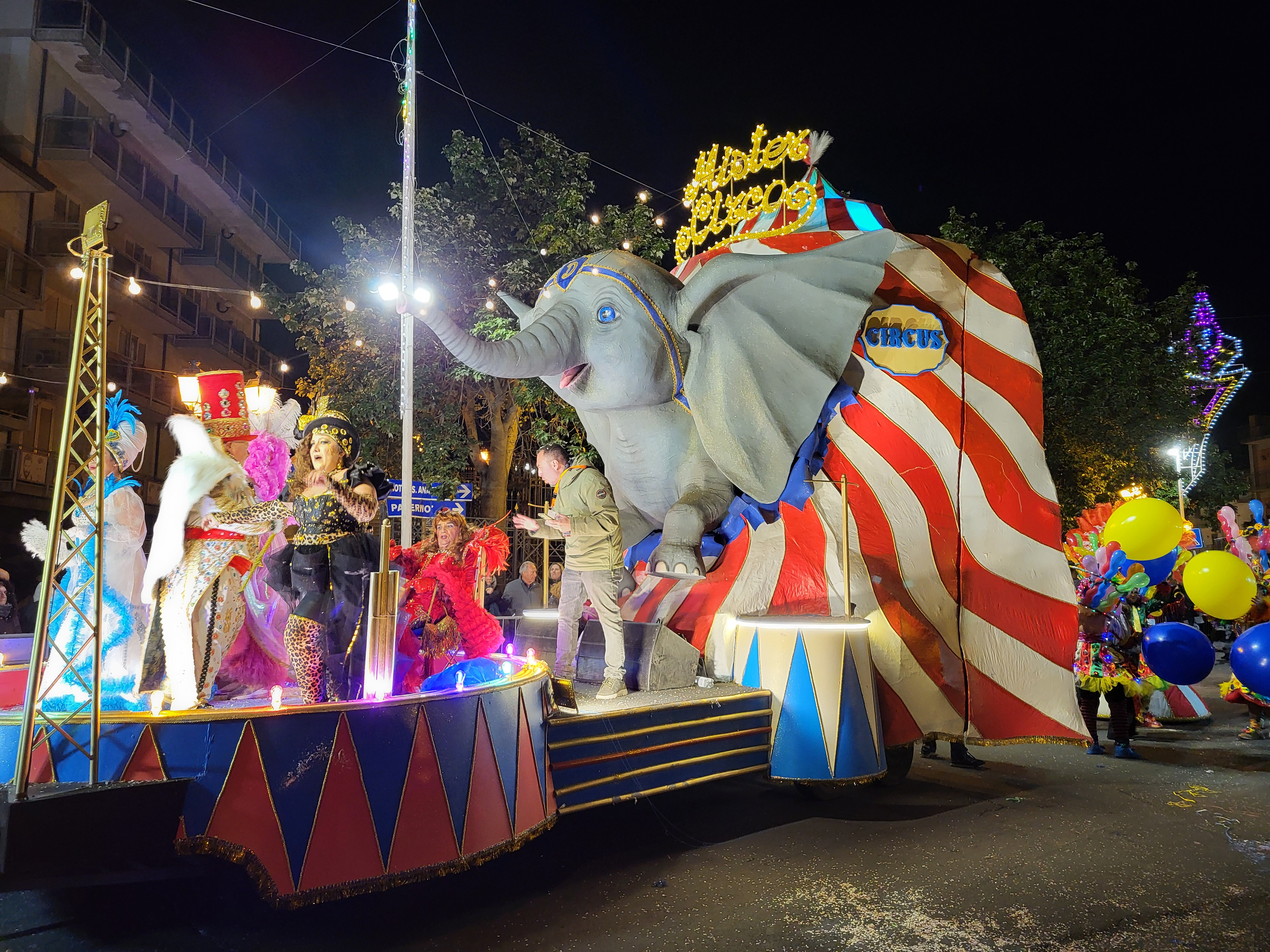
Un carro di Carnevale di Misterbianco, edizione 2024.

## Geografia antropica

### Frazioni
- Madonna degli Ammalati è una località di soggiorno e villeggiatura estiva frequentata dai misterbianchesi; è posta in zona collinare a nord-est del centro urbano. La frazione è sorta su parte dell'area dell'antico abitato di Misterbianco, seppellito dalla lava del 1669, di cui rimasero intatte soltanto alcune parti, ancor oggi visibili oltre alla chiesa della Madonna degli Ammalati e al sito archeologico di Campanarazzu. Quanto rimasto dell'edificio religioso crollò in seguito al terremoto del Val di Noto del 1693 eccetto la parete nord sulla quale si trovava l'affresco raffigurante Maria SS. Aegrotorum (degli Ammalati).

Nella prima metà del Settecento il sacerdote Domenico Bruno iniziò a ricostruire la chiesetta restaurando i frammenti di intonaco sopravvissuti e diede inizio al culto alla Madonna degli Ammalati la cui festa, di quattro giorni, si conclude il secondo lunedì di settembre; questa inizia con una processione che accompagna una campana dalla chiesa di S. Nicolò nel centro cittadino, fino alla chiesa del cosiddetto Chianu 'e malati; vengono celebrate varie messe, si esegue la tradizionale "Cantata" nei pressi del "Piano" ove i membri della commissione per i festeggiamenti, con un sacco in mano, aspettano 'o passu (al passaggio) i fedeli per la raccolta delle offerte. Durante le giornate si svolgono aste sacre. Il lunedì mattina la campana viene riportata in paese. La sera viene portata in processione insieme alla riproduzione del quadro della Madonna degli Ammalati; a fine processione vengono accesi dal Poggio croce i fuochi pirotecnici fino a notte fonda.
L'antico sito di Campanarazzu è raggiungibile lungo la strada che collega la frazione alla strada provinciale 12/1 Misterbianco-San Giovanni di Galermo.
- Lineri e Montepalma sono due grosse frazioni nelle quali abita circa un terzo della popolazione di Misterbianco, site ad est del centro principale, vicine alla città di Catania.

Lineri è sorta intorno agli anni sessanta attorno al casello numero 7 della Ferrovia Circumetnea (divenuto in seguito fermata Lineri) e conta buona parte della popolazione. Le abitazioni sono sorte nel dopoguerra in conseguenza di una lottizzazione delle vaste aree sciarose e di un'intensa costruzione abusiva in assenza di un Piano regolatore generale comunale.
- Piano Tavola è suddivisa amministrativamente tra i comuni di Belpasso, Misterbianco, Camporotondo Etneo e Motta Sant'Anastasia. È un grosso borgo circondato da insediamenti industriali ed artigianali che aspira ad essere eretto in comune autonomo. Ha una sua stazione ferroviaria della Ferrovia Circumetnea (situata in via Nazionale).

- Le frazioni di Belsito, Belvedere, Casa Landolina, Piano del Lupo, Poggio del Lupo, Serra Superiore e Serra Inferiore si trovano immediatamente a nord di Lineri, a ridosso della strada provinciale 12/1; Piano del Lupo e Poggio Lupo sono sede di numerose imprese di produzione e commercializzazione di materiale edile.

## Amministrazione
Qui sotto sono illustrati i dati riguardanti i vari sindaci che si sono susseguiti dal 1946 a oggi.
| Periodo          | Periodo           | Primo cittadino                   | Partito                            | Carica                    | Note   |
| ---------------- | ----------------- | --------------------------------- | ---------------------------------- | ------------------------- | ------ |
| novembre 1946    | maggio 1947       | Salvatore Caruso                  | Partito Socialista Italiano        | Sindaco                   |        |
| maggio 1947      | luglio 1951       | Agostino Condorelli               | Partito Socialista Italiano        | Sindaco                   |        |
| luglio 1951      | giugno 1952       | Giuseppe Poli                     | -                                  | Commissario prefettizio   |        |
| giugno 1952      | agosto 1954       | Benedetto Caruso                  | n.d.                               | Sindaco                   |        |
| agosto 1954      | dicembre 1955     | Giuseppe Gangemi                  | n.d.                               | Sindaco                   |        |
| 10 dicembre 1955 | 17 novembre 1973  | Salvatore Nunzio Gennaro          | Partito Comunista Italiano         | Sindaco                   |        |
| novembre 1973    | febbraio 1976     | Salvatore Giovanbattista Marchese | Partito Comunista Italiano         | Sindaco                   |        |
| febbraio 1976    | luglio 1980       | Tullio Pecora                     | Partito Comunista Italiano         | Sindaco                   |        |
| luglio 1980      | febbraio 1982     | Nunzio Giardinaro                 | Partito Socialista Italiano        | Sindaco                   |        |
| febbraio 1982    | settembre 1985    | Antonino Belfiore                 | Partito Socialista Italiano        | Sindaco                   |        |
| settembre 1985   | novembre 1985     | Josè Calabrò                      | Partito Comunista Italiano         | Sindaca                   |        |
| novembre 1985    | marzo 1988        | Salvatore Saglimbene              | Democrazia Cristiana               | Sindaco                   |        |
| marzo 1988       | marzo 1989        | Antonino Di Guardo                | Partito Comunista Italiano         | Sindaco                   |        |
| 2 marzo 1989     | 21 luglio 1989    | Francesco Pappalardo              | Democrazia Cristiana               | Sindaco                   |        |
| luglio 1989      | giugno 1990       | Nicolò Scialabba                  | -                                  | Commissario straordinario |        |
| 12 giugno 1990   | 14 ottobre 1991   | Salvatore Saglimbene              | Democrazia Cristiana               | Sindaco                   | [ 15 ] |
| 21 dicembre 1991 | 14 aprile 1993    | Gaetano Infantino                 | -                                  | Commissario straordinario | [ 15 ] |
| 21 dicembre 1991 | 24 giugno 1993    | Enrico La Pira                    | -                                  | Commissario straordinario | [ 15 ] |
| 21 dicembre 1991 | 24 giugno 1993    | Pietro Lisi                       | -                                  | Commissario straordinario | [ 15 ] |
| 14 aprile 1993   | 24 giugno 1993    | Salvatore Raciti                  | -                                  | Commissario straordinario | [ 15 ] |
| 24 giugno 1993   | 1º dicembre 1997  | Antonino Di Guardo                | Partito Democratico della Sinistra | Sindaco                   | [ 15 ] |
| 1º dicembre 1997 | 28 maggio 2002    | Antonino Di Guardo                | Democratici di Sinistra            | Sindaco                   | [ 15 ] |
| 28 maggio 2002   | 15 maggio 2007    | Antonina Maria Giuseppina Caruso  | Nuova Sicilia                      | Sindaca                   | [ 15 ] |
| 15 maggio 2007   | 8 maggio 2012     | Antonina Maria Giuseppina Caruso  | Movimento per le Autonomie         | Sindaca                   | [ 15 ] |
| 8 maggio 2012    | 15 giugno 2017    | Antonino Di Guardo                | Partito Democratico                | Sindaco                   | [ 15 ] |
| 15 giugno 2017   | 27 settembre 2019 | Antonino Di Guardo                | Partito Democratico                | Sindaco                   | [ 15 ] |
| 1º ottobre 2019  | 27 ottobre 2021   | Salvatore Caccamo                 | -                                  | Commissario straordinario | [ 15 ] |
| 1º ottobre 2019  | 27 ottobre 2021   | Ferdinando Trombadore             | -                                  | Commissario straordinario | [ 15 ] |
| 1º ottobre 2019  | 27 ottobre 2021   | Giovanna Camizzi                  | -                                  | Commissario straordinario | [ 15 ] |
| 27 ottobre 2021  | in carica         | Giuseppe Marco Corsaro            | Forza Italia                       | Sindaco                   | [ 15 ] |

### Altre informazioni amministrative
Il comune di Misterbianco fa parte della regione agraria n. 8 (Piana di Catania).

## Sport
Ha sede nel comune la società di calcio A.S.D. Misterbianco calcio che ha disputato campionati dilettantistici regionali.

## Galleria d'immagini

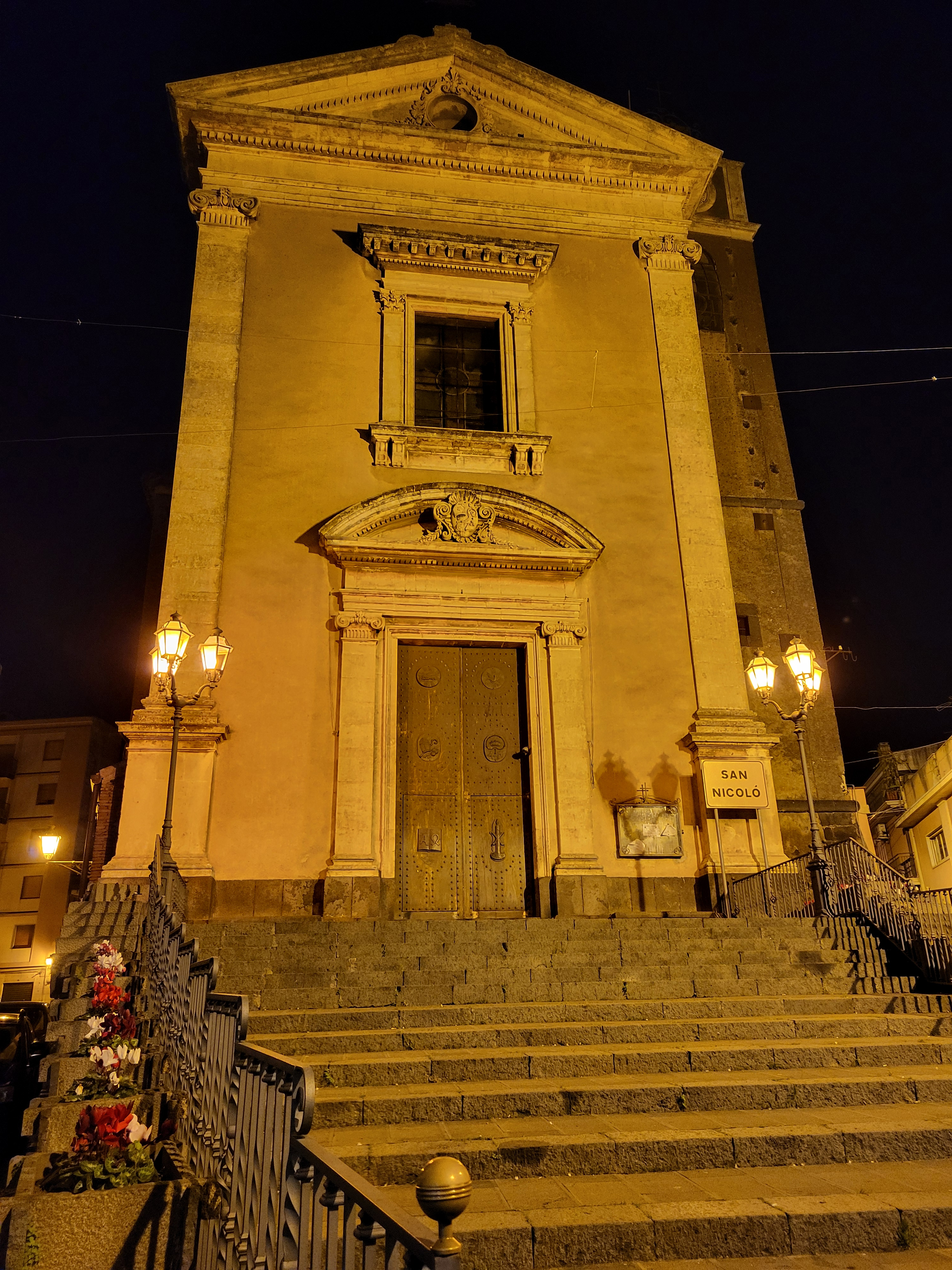
La chiesa di San Nicolò.
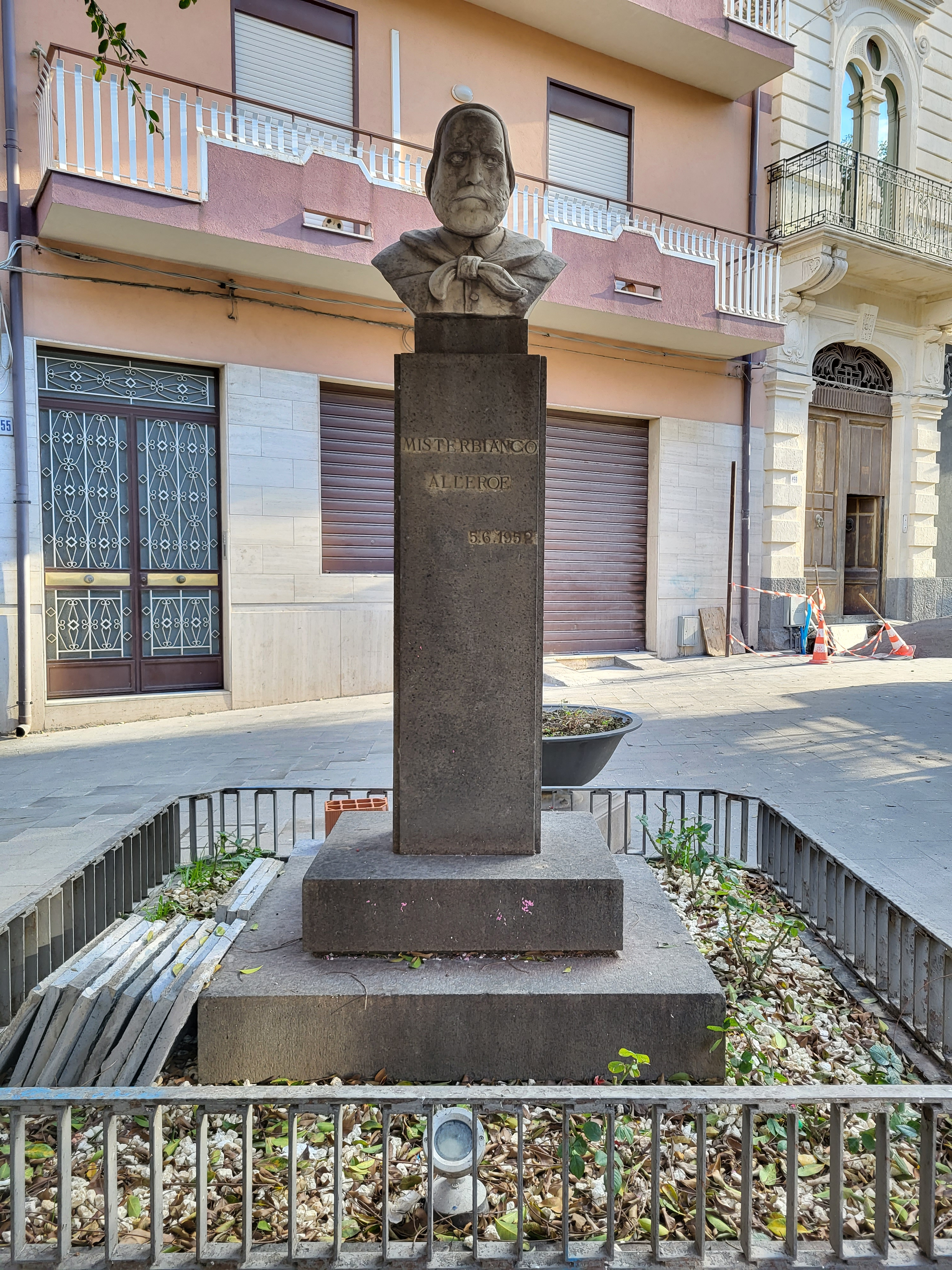
Busto di Giuseppe Garibaldi, presso piazza Mazzini.
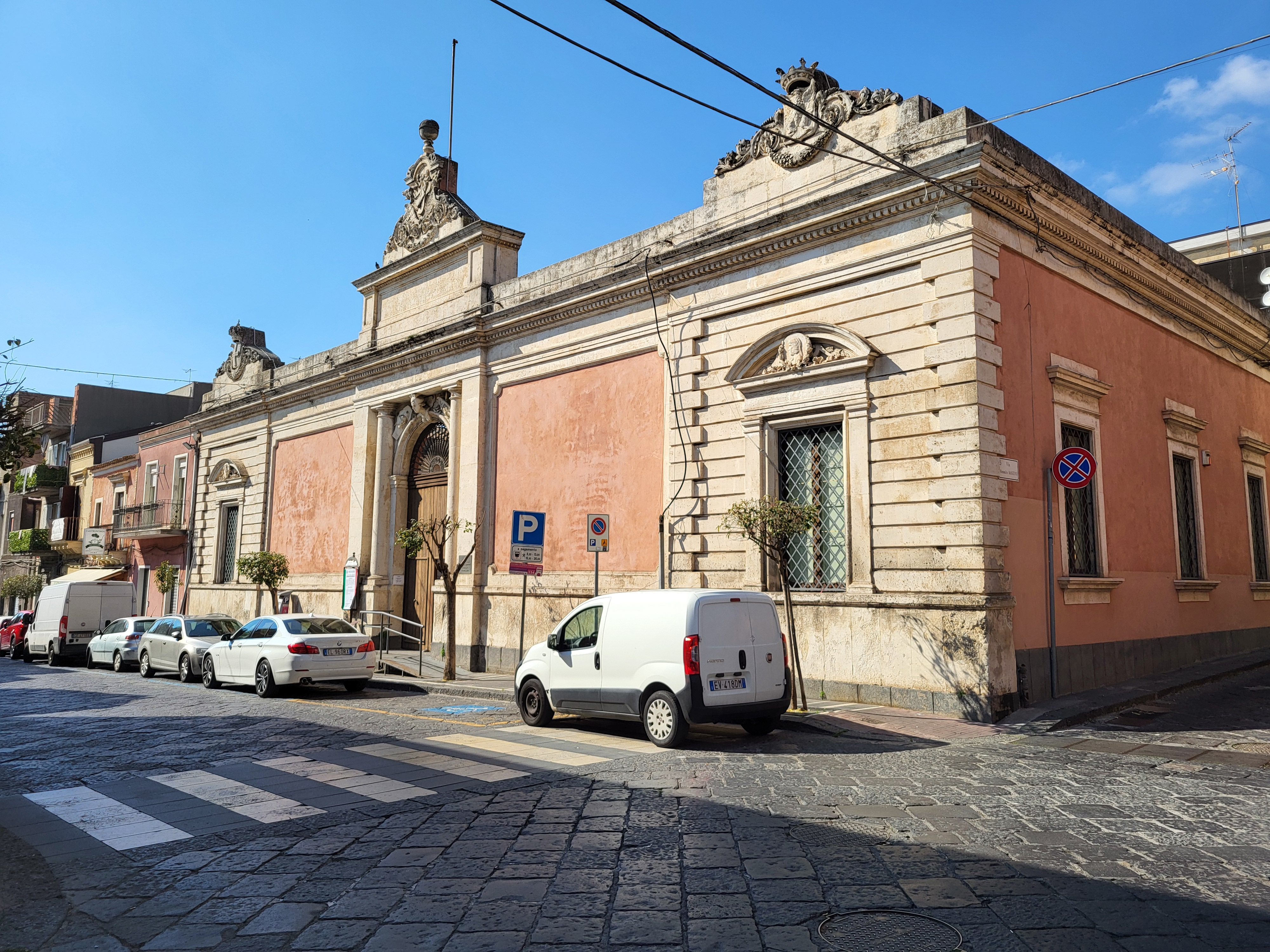
La biblioteca comunale (ex ospizio del XVIII secolo).
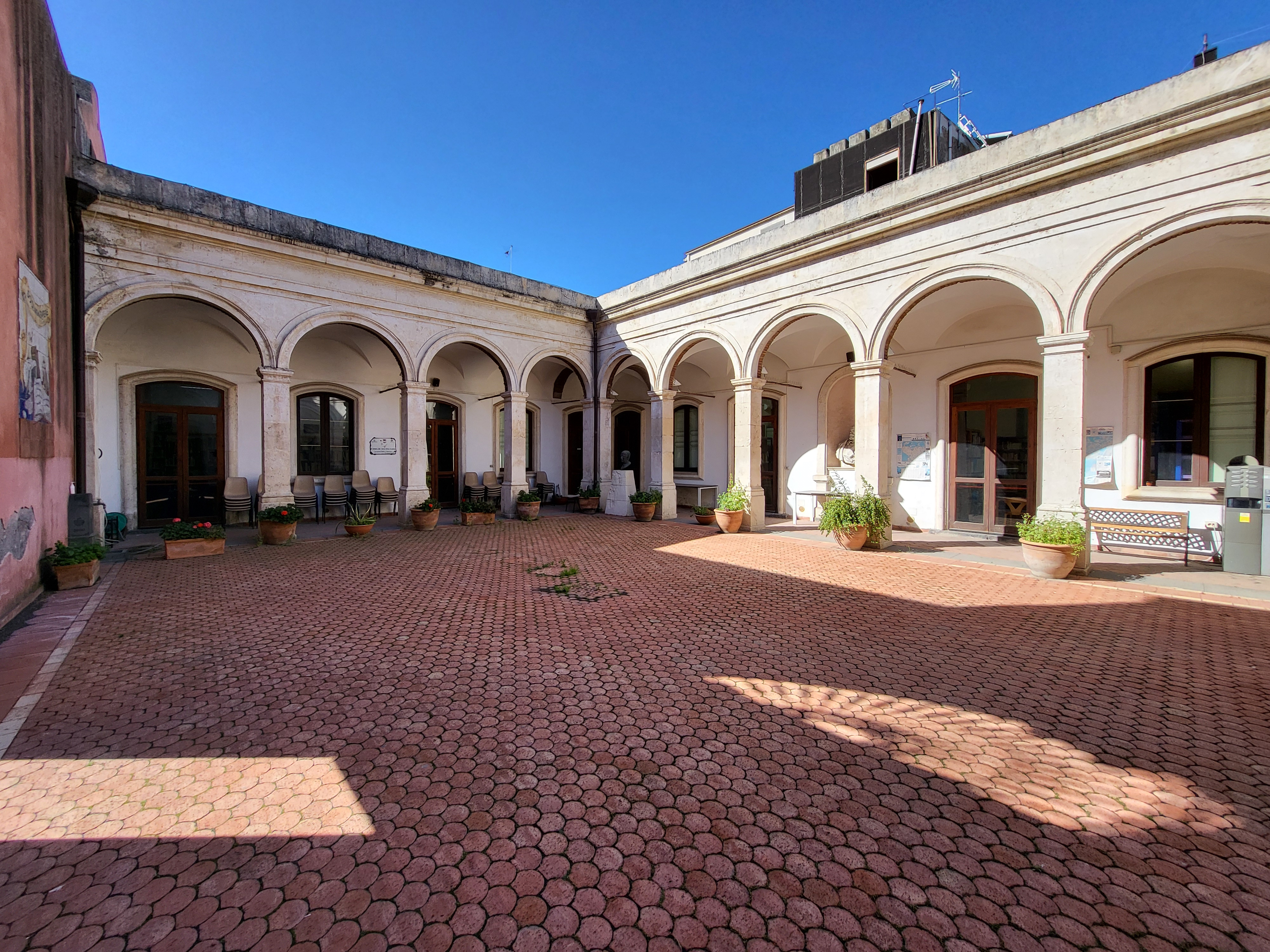
Il cortile interno della biblioteca comunale.
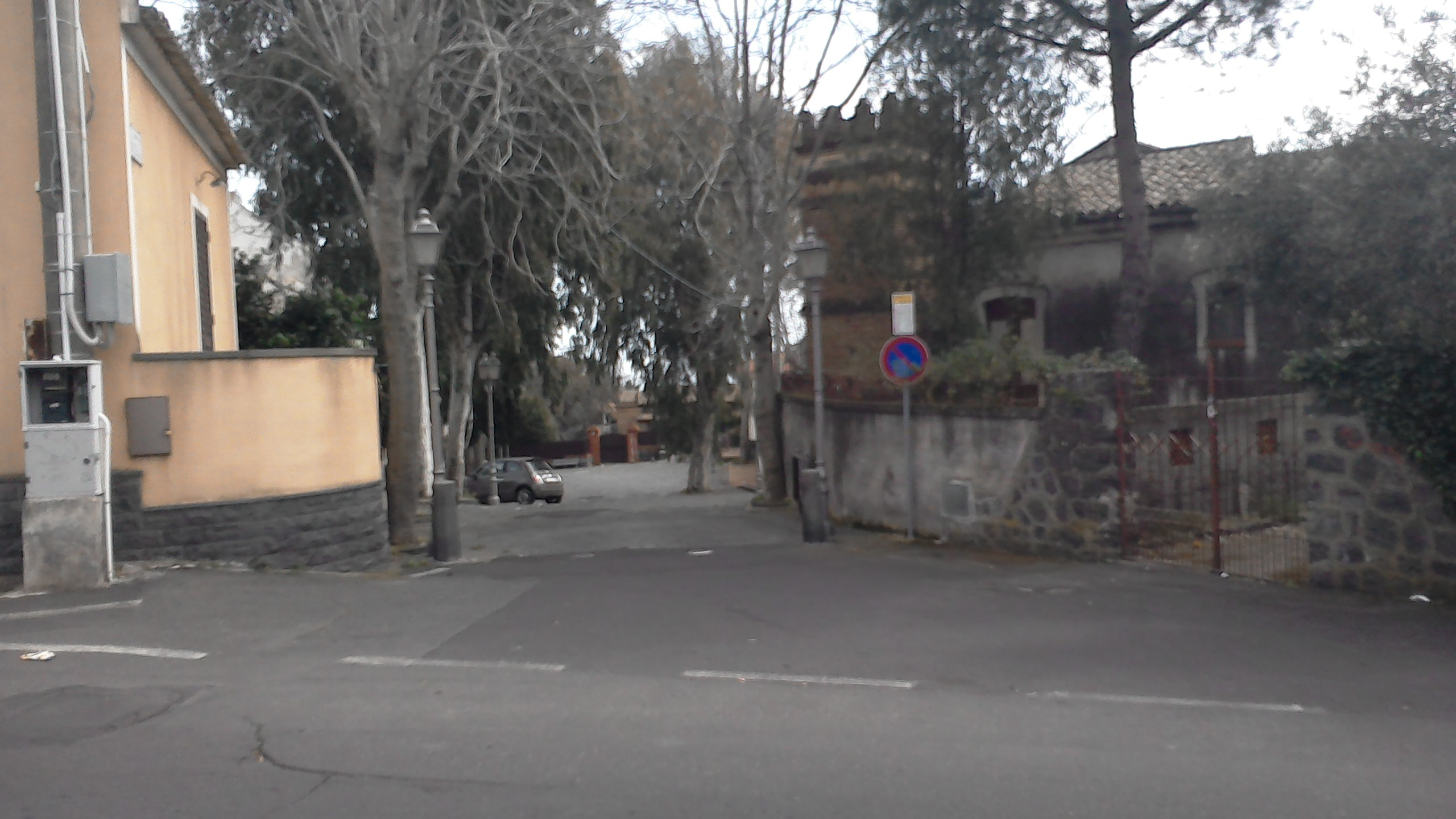
L'ngresso del piazzale della Madonna degli Ammalati.
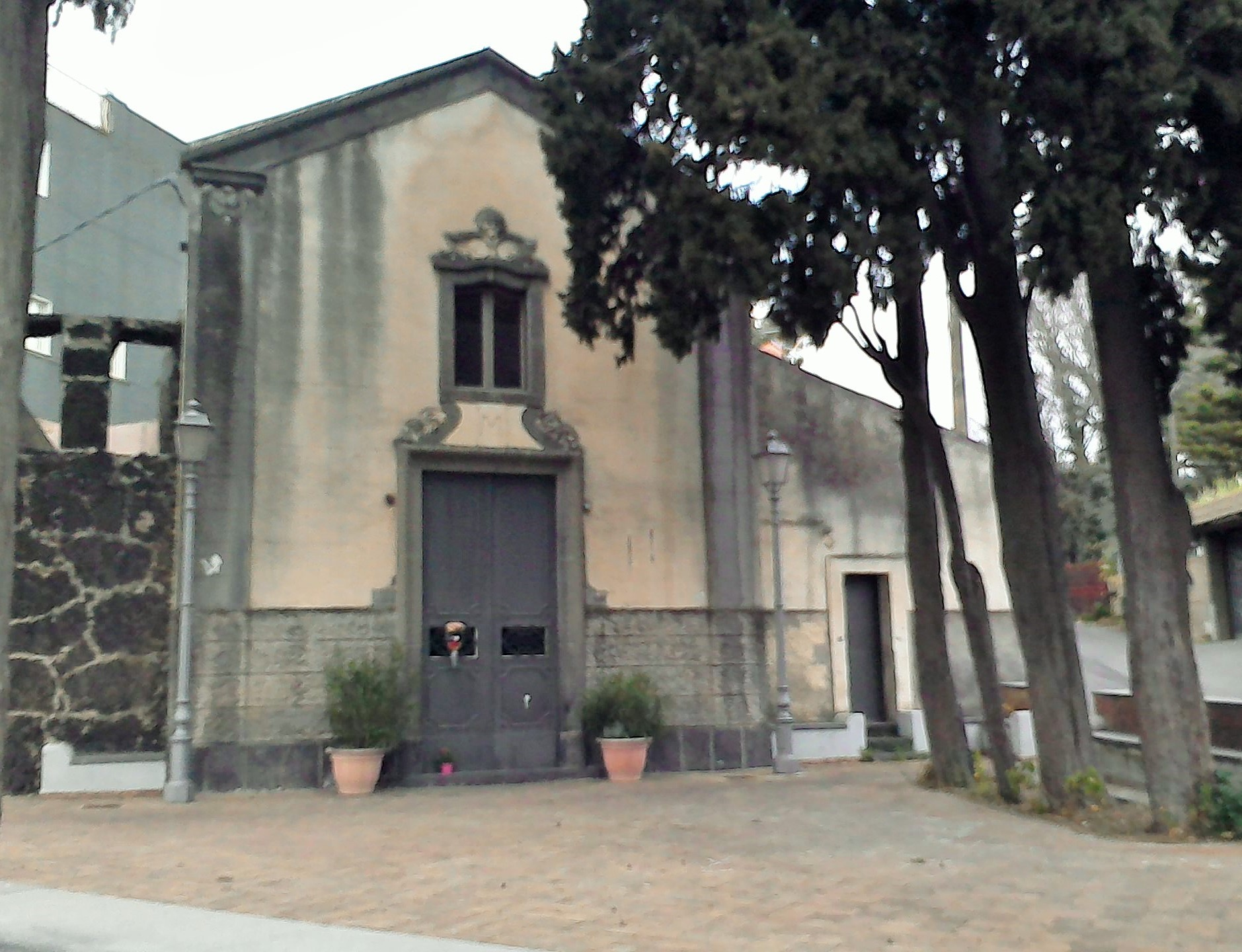
Il santuario della Madonna degli Ammalati.
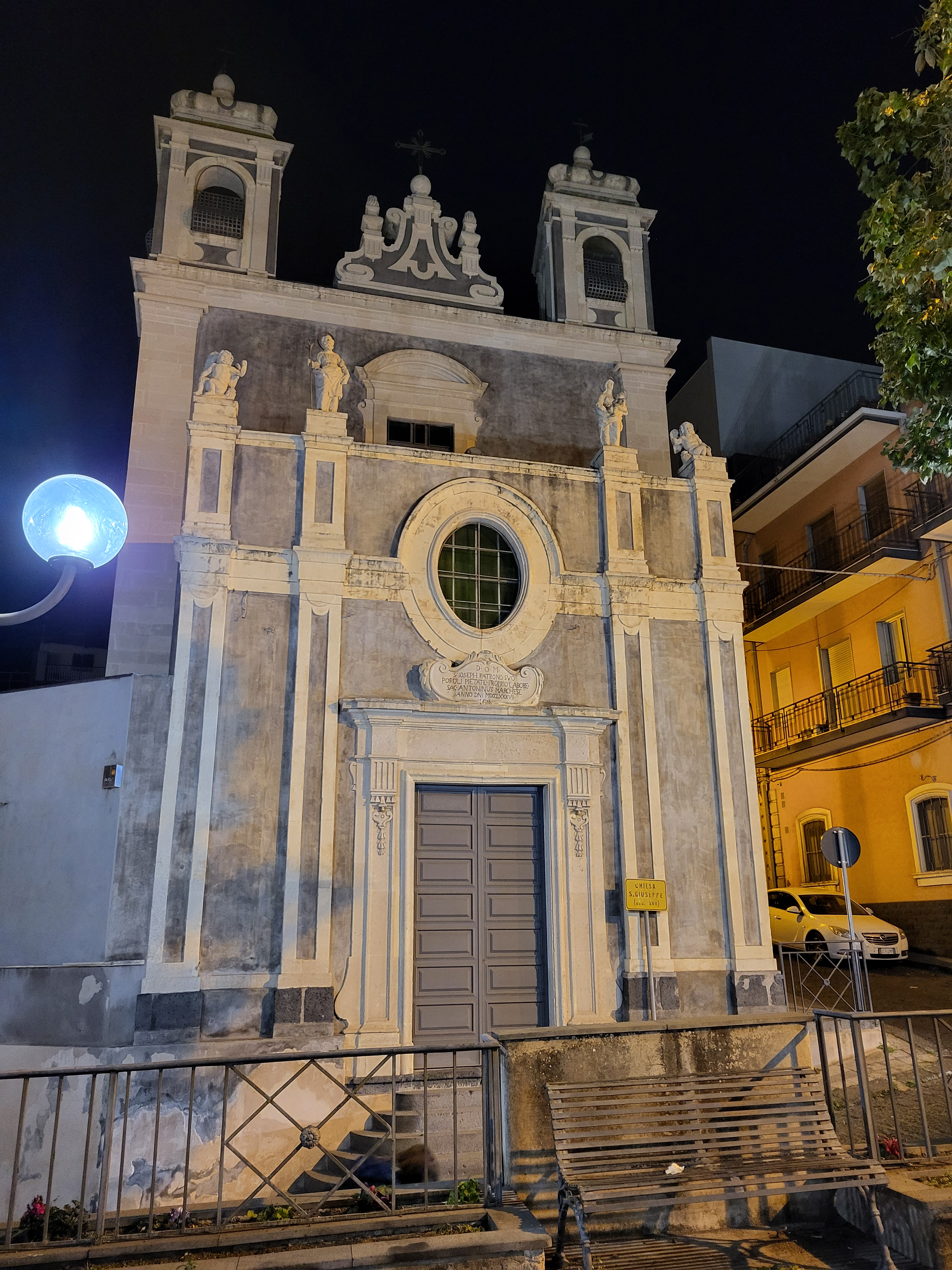
La chiesa di San Giuseppe.
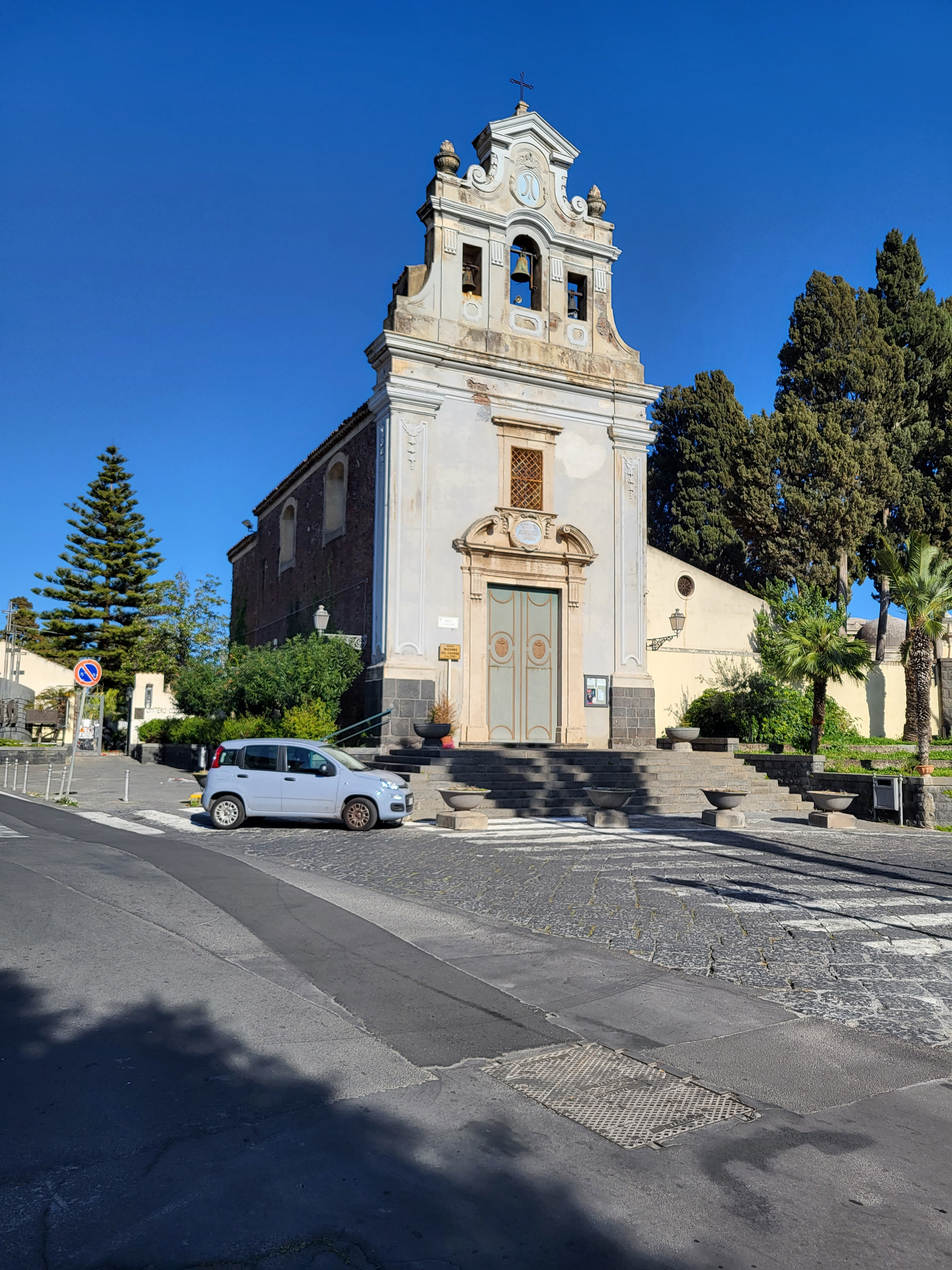
La chiesa della Madonna del Carmine.
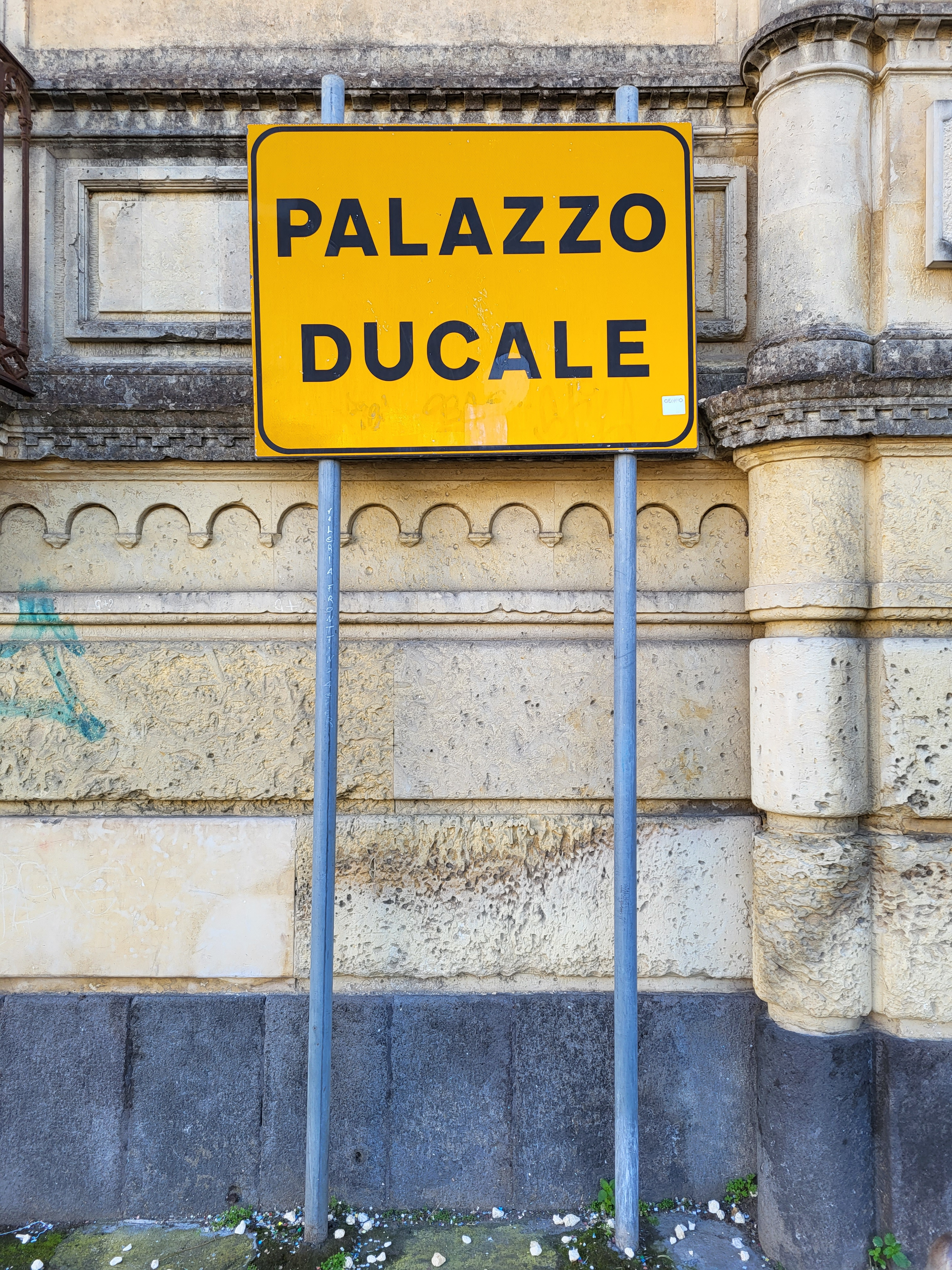
Il segnale stradale indicante l'ubicazione del palazzo Ducale.
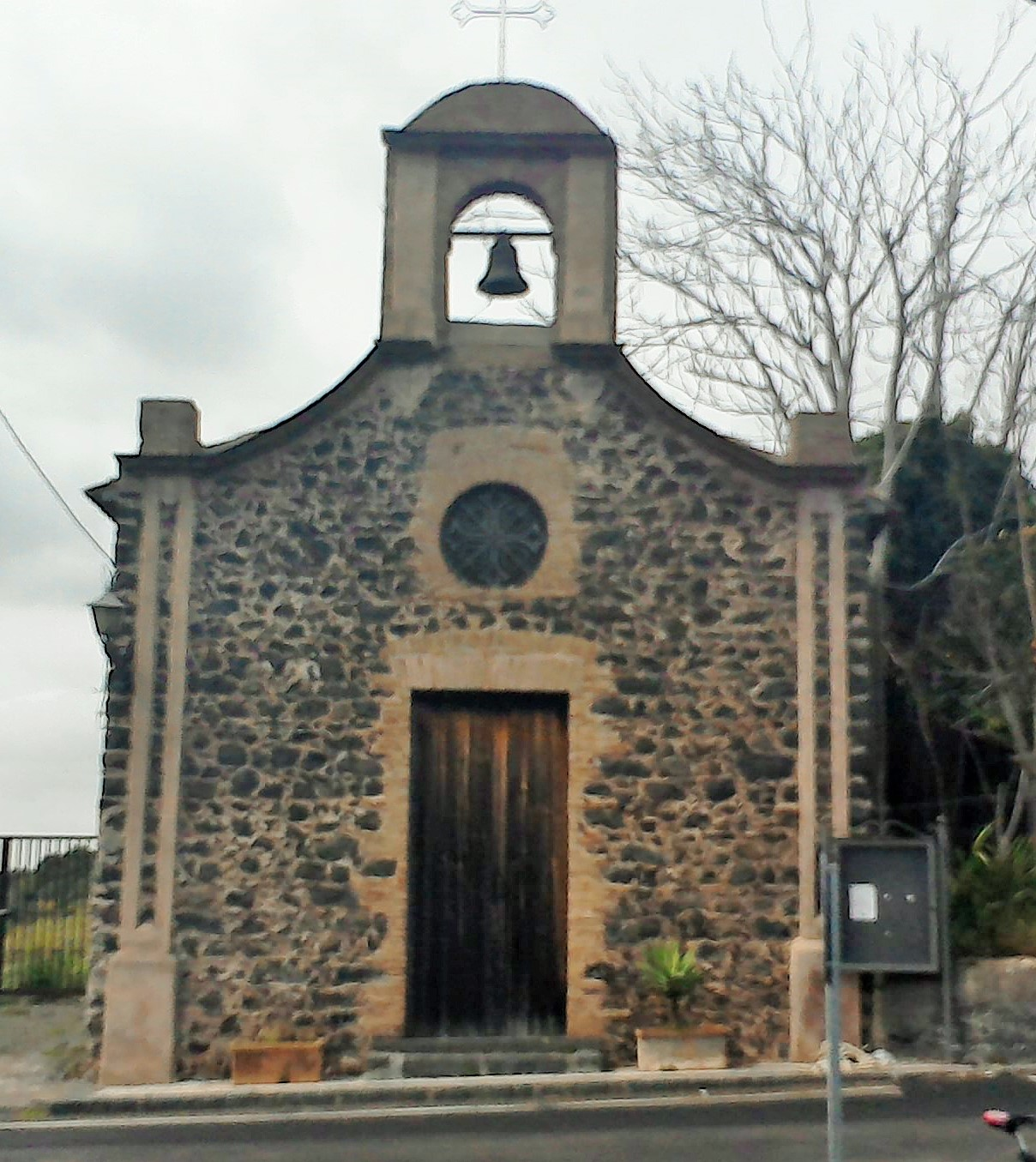
La chiesa di Santa Margherita.
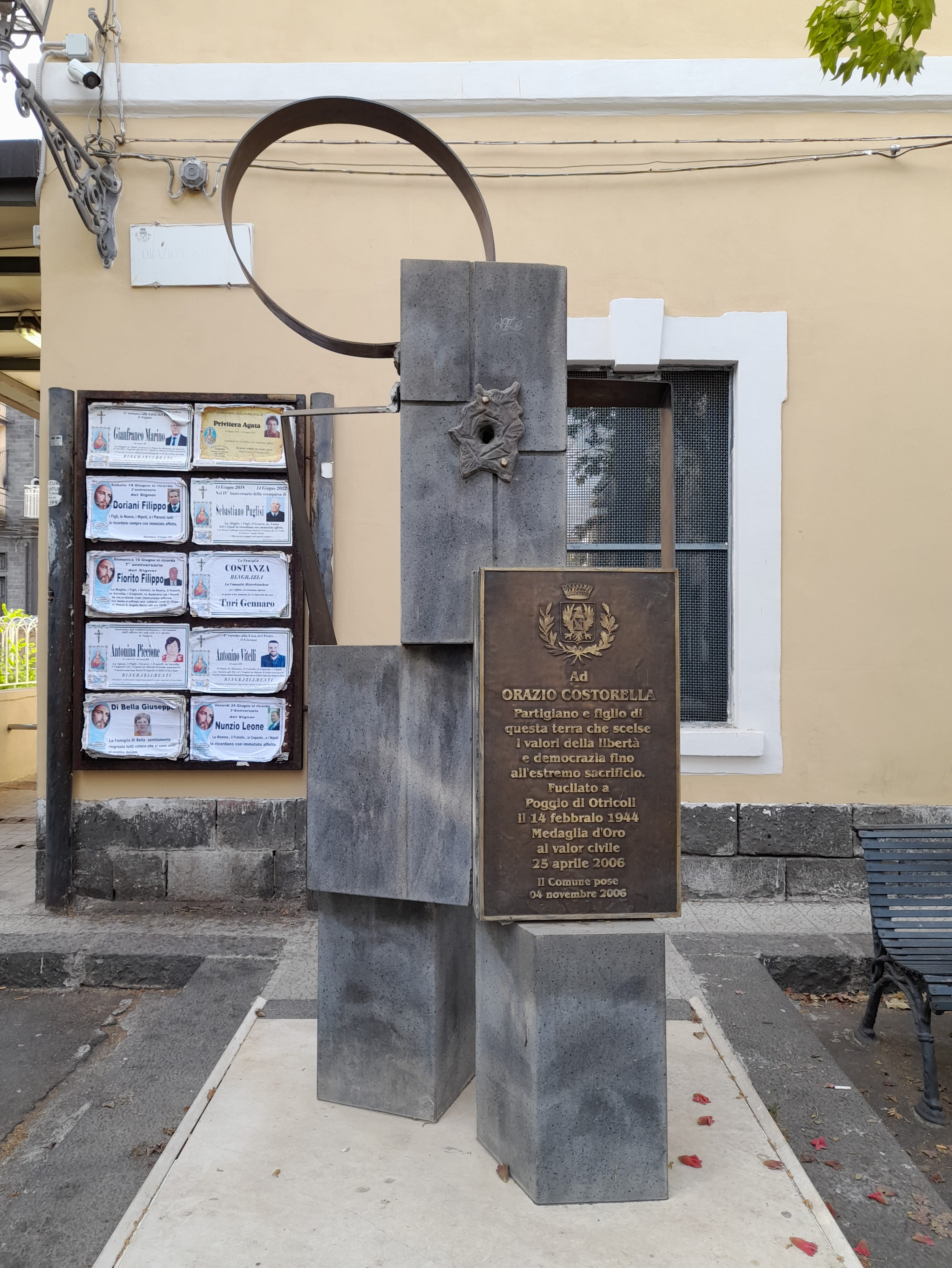
Il monumento costruito in memoria di Orazio Costorella.
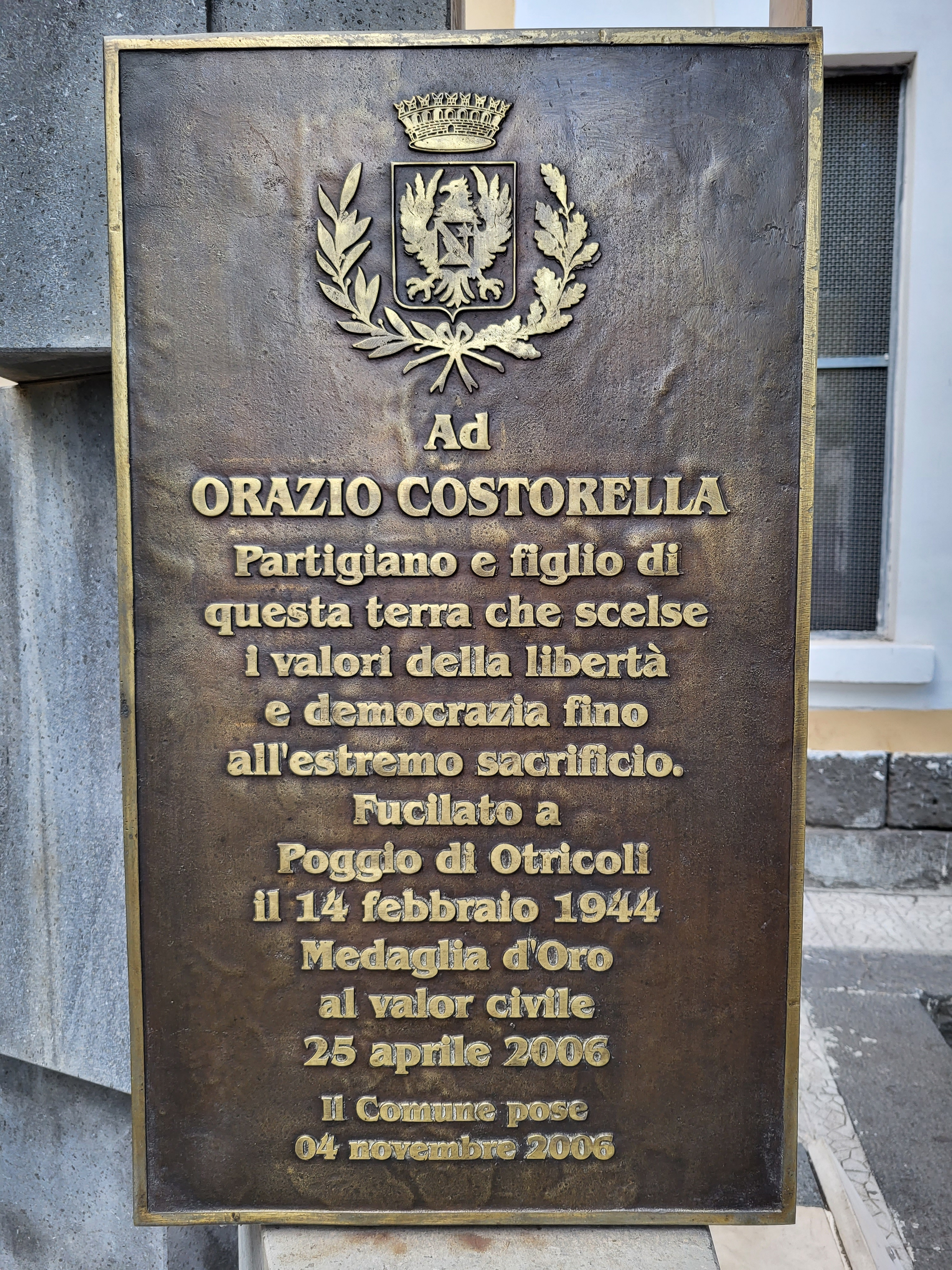
La targa del monumento costruito in memoria di Orazio Costorella.
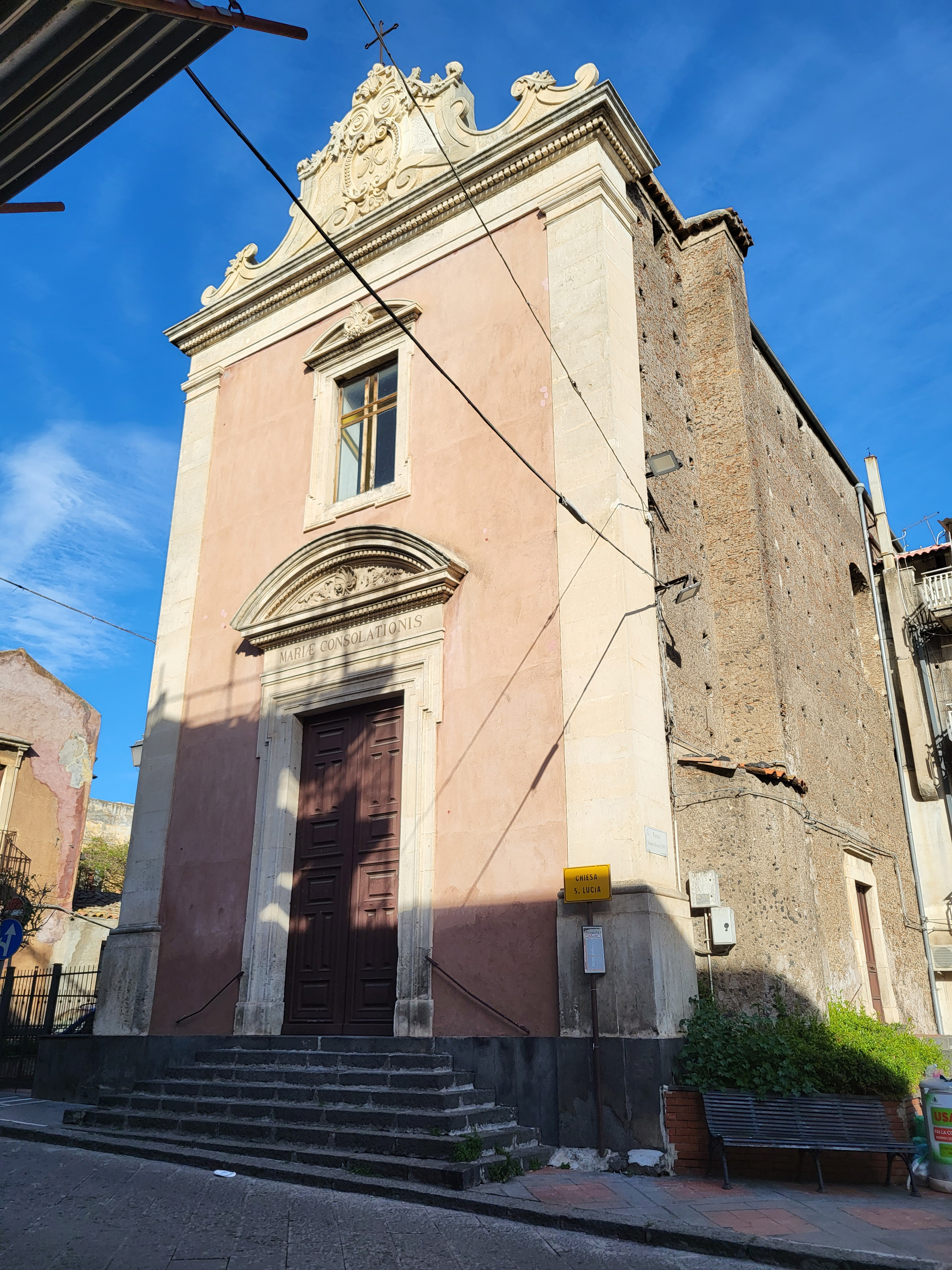
La chiesa di Santa Lucia.
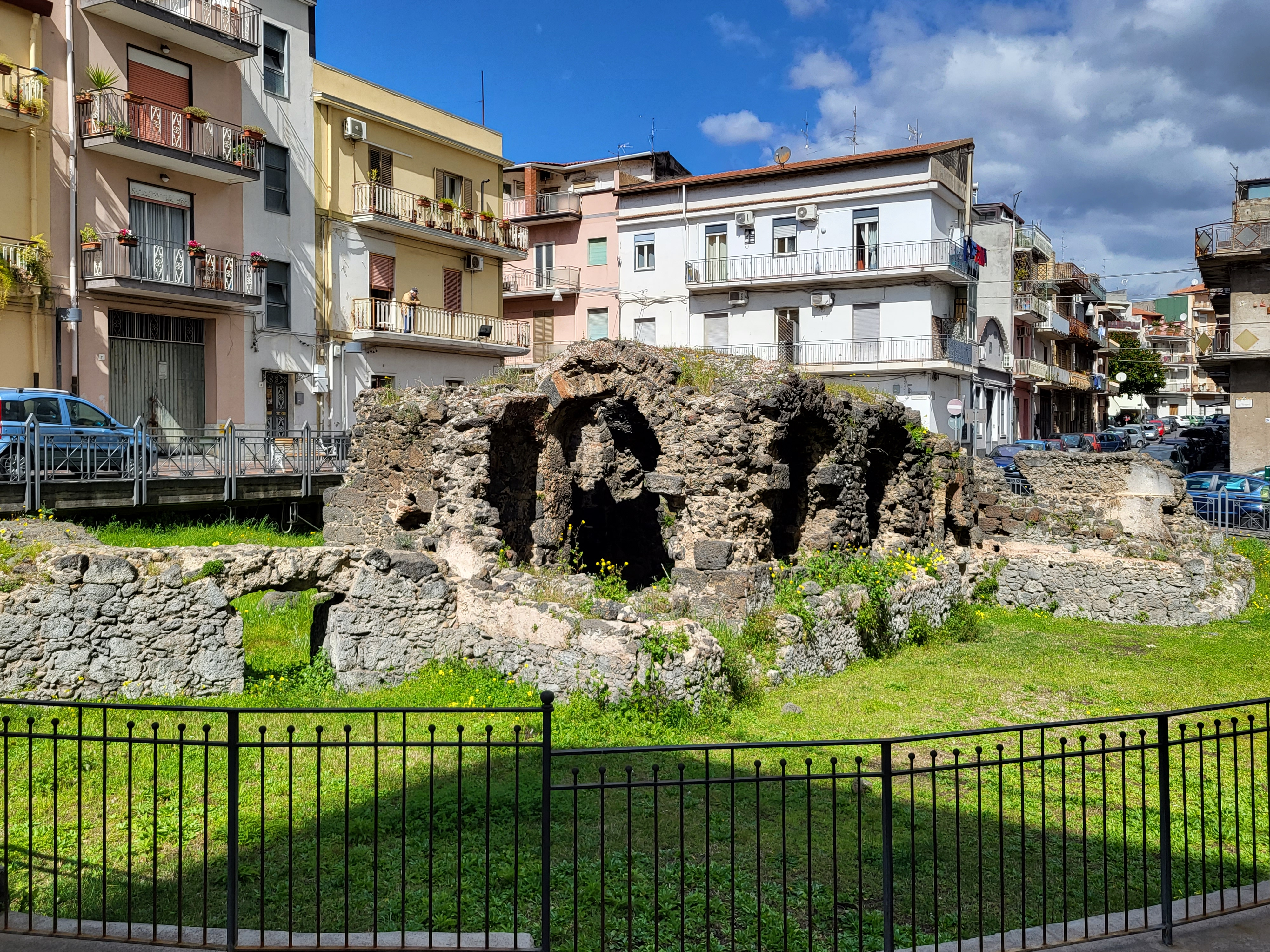
Le terme romane.
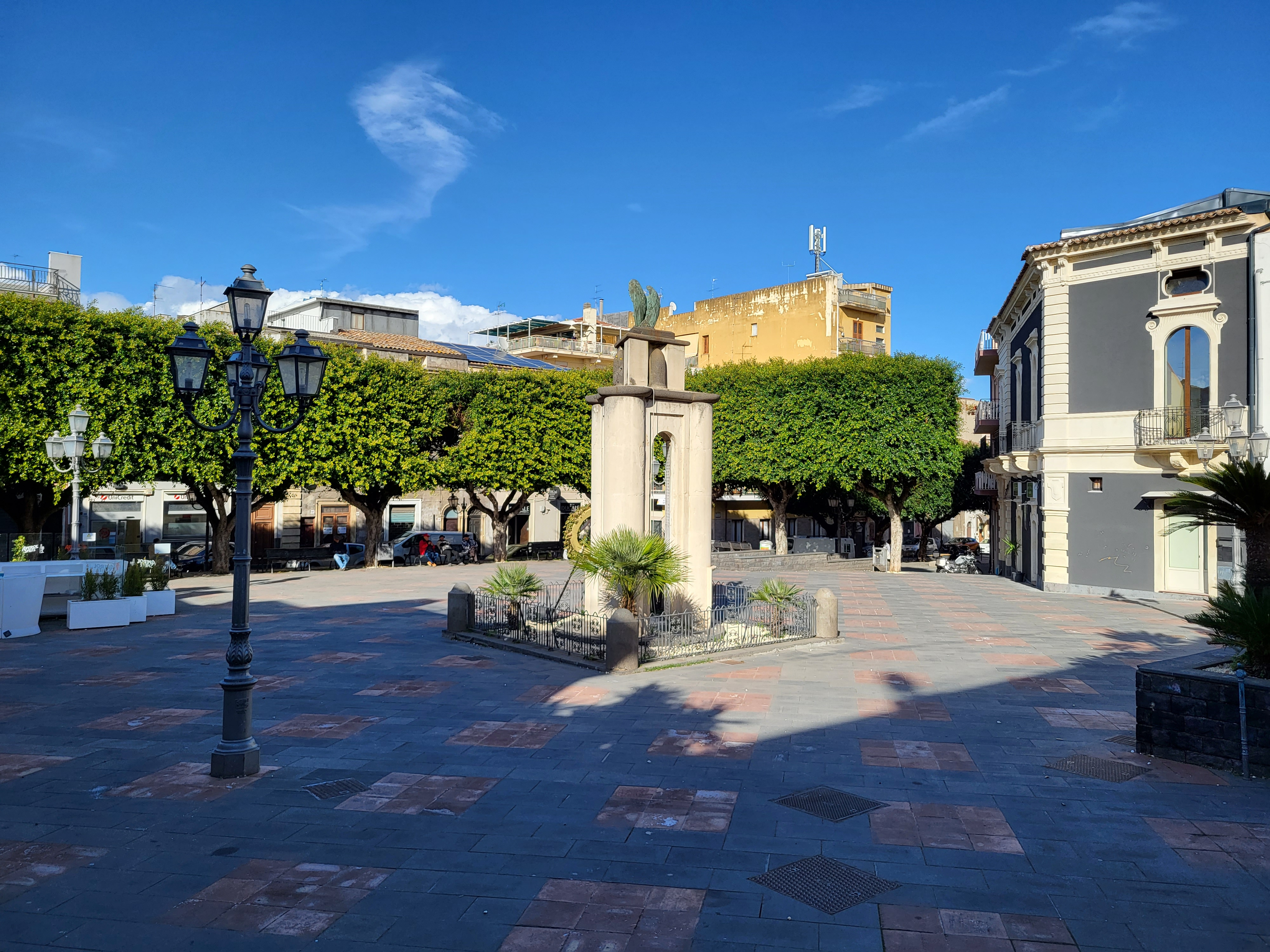
Piazza Giuseppe Mazzini.
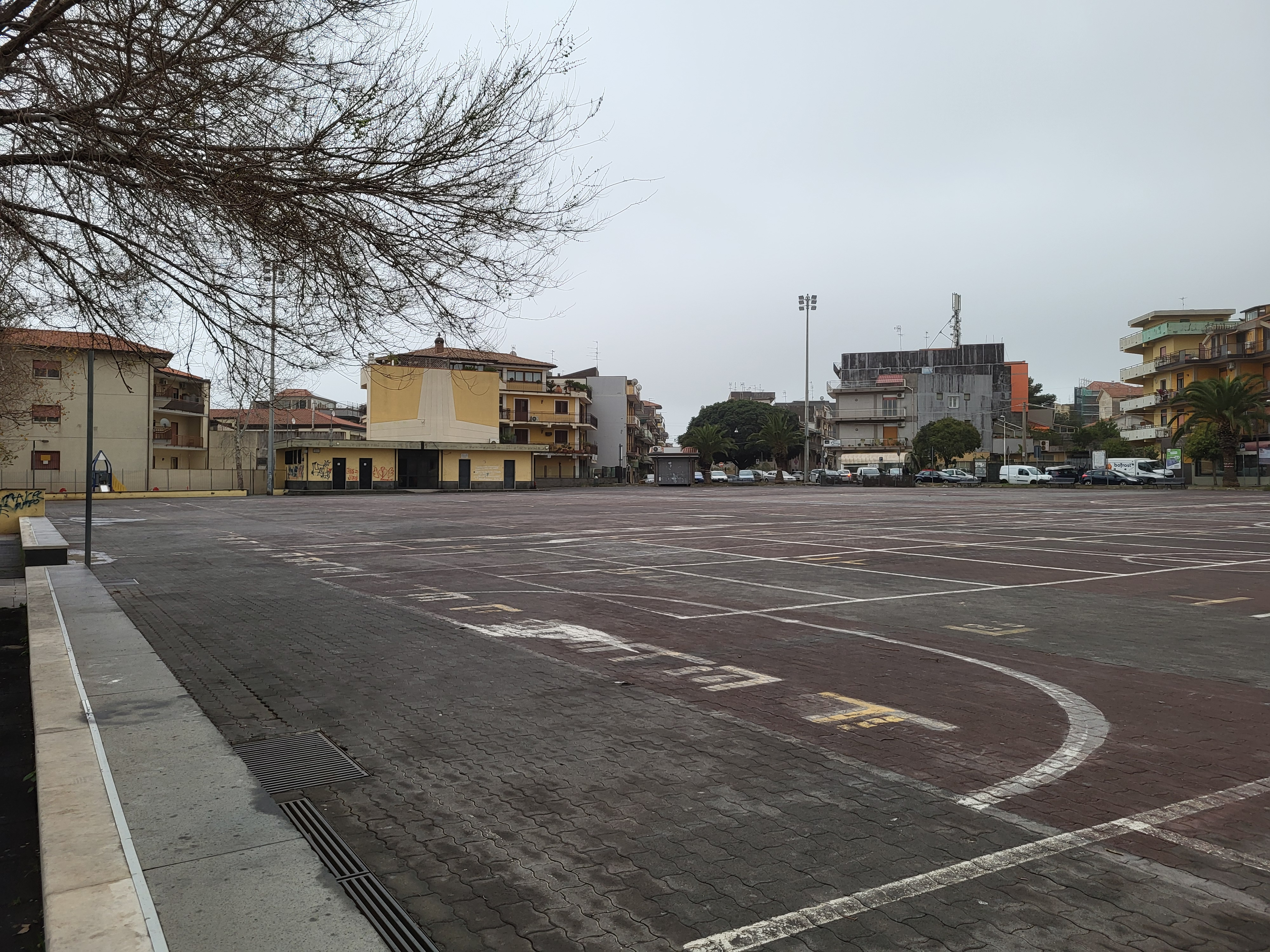
La piazza Pertini, conosciuta comunemente come piazza mercato.
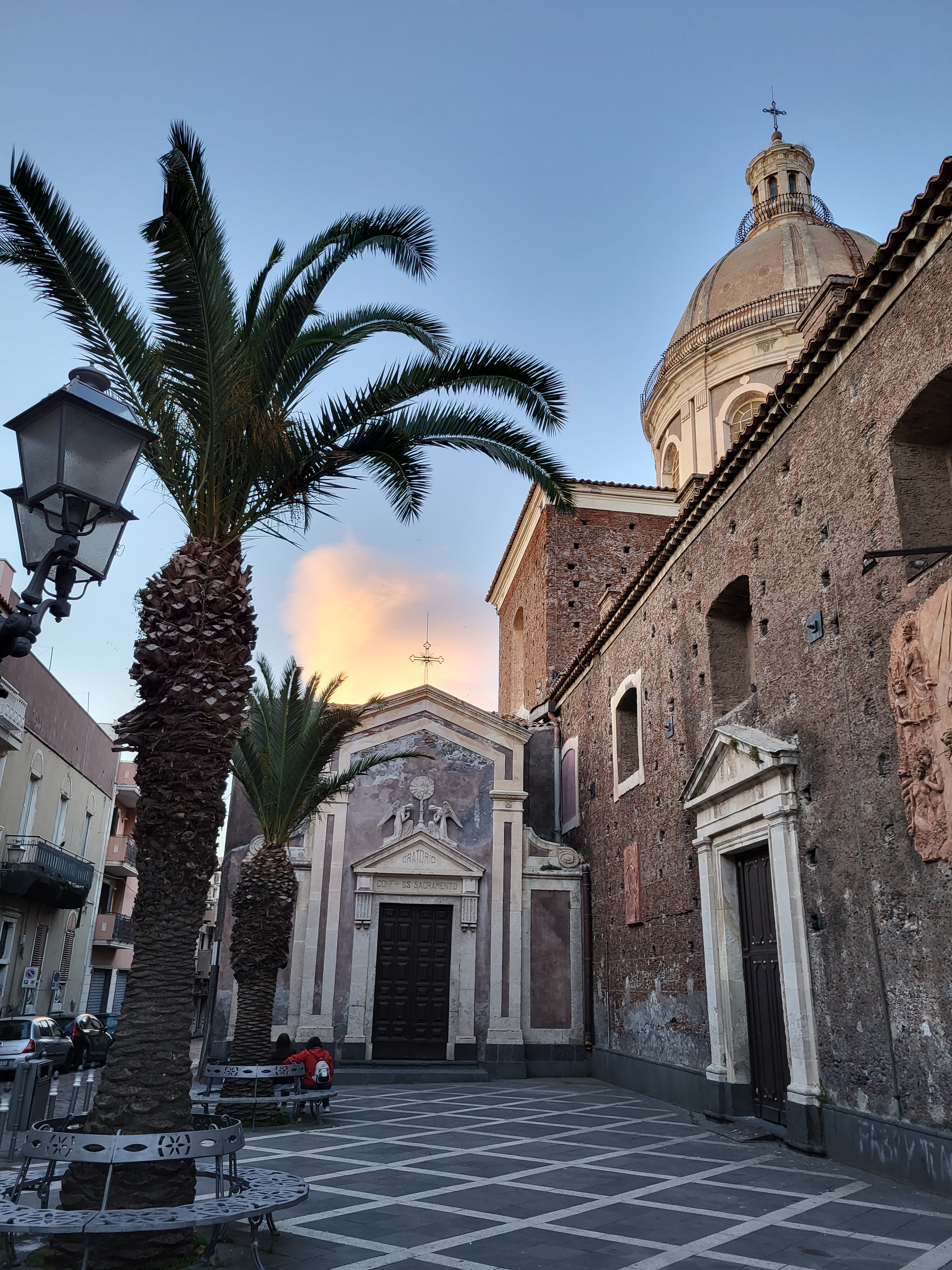
Il piazzale esterno della chiesa della Madonna delle Grazie.
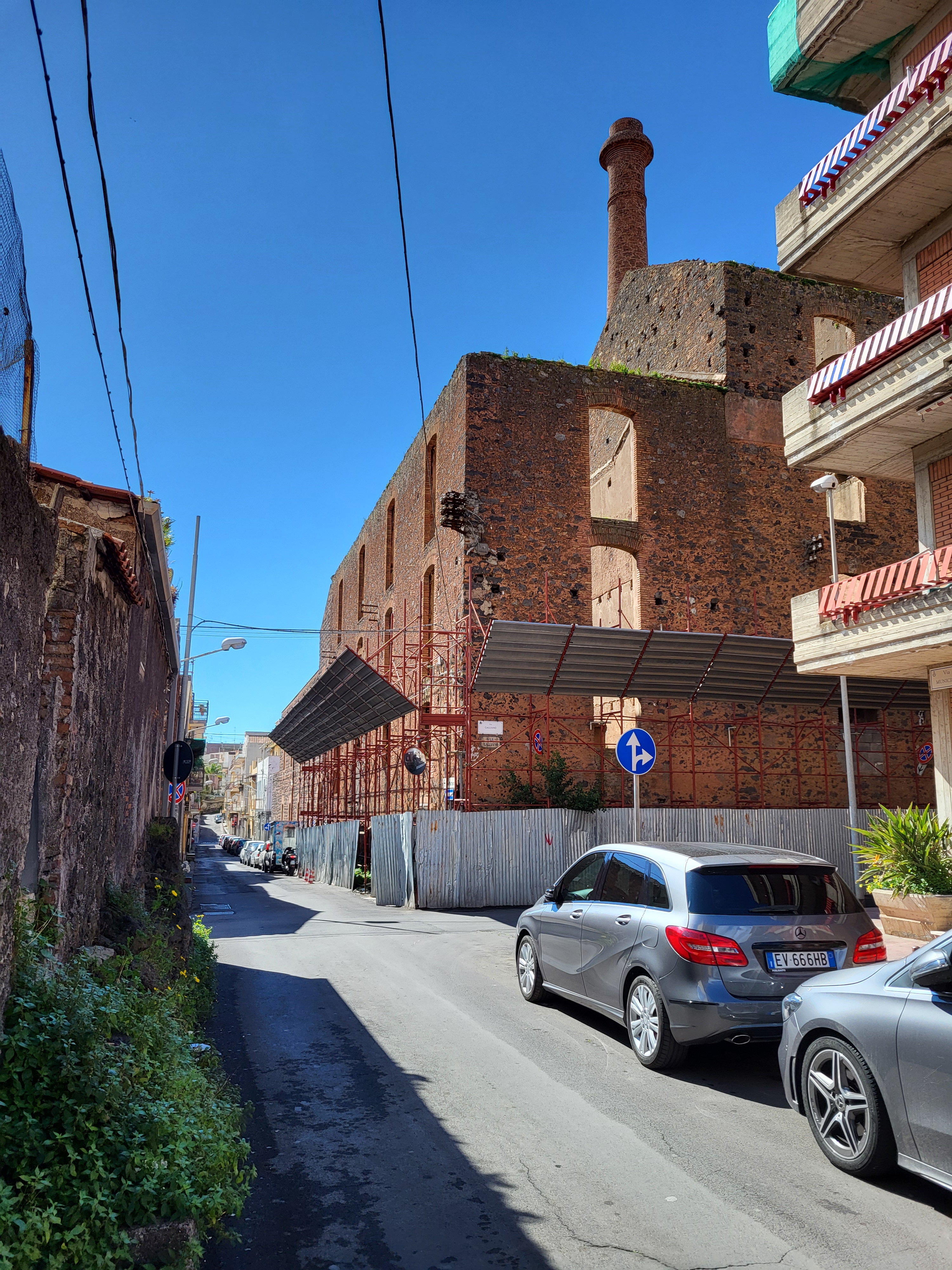
Lo stabilimento di Monaco, la parte non ristrutturata.